# شوگون
شُوگون (ژاپنی: 将軍, تلفظ [ɕo:ɡɯɴ] () با نام رسمی سی-ای تای‌شوگون (征夷大将軍, «فرمانده کل نیروهای اعزامی علیه بربرها») عنوان حاکمان نظامی ژاپن طی بخش عمدهٔ دوره‌ای بین ۱۱۸۵ تا ۱۸۶۸ بود. با اینکه آن‌ها به‌طور اسمی از سوی امپراتور گماشته می‌شدند، اما معمولاً حاکمان واقعی کشور بودند، اگرچه در بخشی از دوره کاماکورا و دوره سنگوکو، شوگون‌ها خود قدرت خود را از دست دادند و قدرت واقعی در دستان شیکن از خاندان هوجو و کانری از خاندان هوسوکاوا بود. علاوه بر این، تایرا نو کیوموری و تویوتومی هیده‌یوشی از رهبران طبقه سامورایی بودند که منصب شوگون، بالاترین مقام طبقه سامورایی را نداشتند، اما بالاترین مناصب را در دربار سشو (نایب‌السلطنه برای امپراتورهای نابالغ)، کانپاکو (نایب‌السلطنه برای امپراتور بزرگسال)، و دایجو-دایجین (صدراعظم) که بالاترین مناصب طبقه اشراف بود را به دست آوردند و به عنوان حاکمان واقعی حکمرانی می‌کردند.
در طول دوره هی‌آن هنگامی که میناموتو نو یوریتومو در سال ۱۱۸۵ بر ژاپن برتری سیاسی پیدا کرد، به نخستین شوگون به معنای معمول تبدیل شد. منصب شوگون در عمل موروثی بود، اگرچه در طول تاریخ ژاپن چندین خاندان مختلف این موقعیت را داشتند. در سال ۱۱۸۵ میناموتو نو یوریتومو با شکست خاندان رقیب جایگاه خود را در حلقه قدرت استوار کرد و در سال ۱۱۹۲ از سوی امپراتور لقب سردار یا شوگون گرفت. یوریتومو سپس در شهر کاماکورا، استبداد نظامی خود یا باکوفو را پایه گذاشت. به‌طور کلی شوگون‌ها در سه دوره کاماکورا، آشیکاگا و توکوگاوا، در بالاترین سطوح قدرت سیاسی کشور حضور داشتند.
مقام‌های همکار با شوگون در مجموع به عنوان باکوفو به معنی «دولت چادر» نامیده می‌شدند. آنها کسانی بودند که وظایف واقعی اداره کشور را انجام می‌دادند، در حالی که دربار امپراتوری فقط قدرت اسمی را حفظ می‌کرد. چادر نماد نقش شوگون به عنوان فرمانده میدانی ارتش بود، اما همچنین نشان داد که چنین دفتری موقتی است. با این وجود، مؤسسه‌ای که به عنوان «شوگون‌سالاری» شناخته می‌شود، نزدیک به ۷۰۰ سال ادامه یافت و قدرت گرفتن شوگون‌ها تا آنجا پیش رفت که در دوره سوم شوگون‌سالاران (شوگون‌سالاری توکوگاوا) به مدت بیش از ۲۶۰ سال عملاً قدرت سیاسی از دستان امپراتور ژاپن خارج گردید و امپراتور صرفاً رهبر مذهبی کشور بود و زمانی پایان یافت که توکوگاوا یوشینوبو در سال ۱۸۶۷ این دفتر را به عنوان بخشی از اصلاحات میجی به امپراتور میجی واگذار کرد.

## تعریف و ریشه‌شناسی
به معنی سردار نیروهای جنگ‌آور (سپهسالار)، لقبی تاریخی است که در بیشتر زمان‌ها به صورت موروثی به فرزندان خاندان‌های فئودالی ژاپن تعلق می‌گرفت. و می‌توان آن را برابر با فرمانده کل قوا دانست. که عنوان دیکتاتور نظامی ژاپن در بیشتر دوره‌ای بین ۱۱۸۵ تا ۱۸۶۸ بود.
در دوره شوگون‌سالاری اسماً حاکم کشور امپراتور ژاپن بود اما شوگون‌ها معمولاً حاکمان واقعی کشور بودند.
اصطلاح

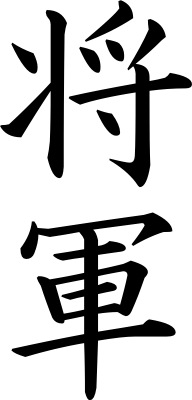
کانجی که کلمه شوگون را تشکیل می‌دهند

«شوگون» (به ژاپنی: 将軍 shōgun) (ترجمه تحت‌اللفظی «فرمانده ارتش»)، مخفف عنوان تاریخی «سی-ای تای شوگون» (به ژاپنی: 征夷大将軍 Sei-i Taishōgun) «فرمانده کل نیروهای اعزامی علیه بربرها» است:
- «سی» 征 (sei، せい) به معنای «تسخیر» یا «تسلیم» است.
- «ای» 夷 (i، い) به معنای «بربر» یا «وحشی» است.
- «دای» 大 (dai، だい) به معنای «بزرگ» است.
- «شُو» 将 (shō، しょう) به معنی «فرمانده» است.[۴]
- «گون» 軍 ( gun، ぐん) به معنی «ارتش» است.[۵]

بنابراین، ترجمه تحت‌اللفظی «سی-ای تای شوگون» می‌تواند «فرمانده کل نیروهای اعزامی علیه بربرها» باشد.
این اصطلاح در ابتدا به ژنرالی اطلاق می‌شد که فرماندهی ارتش اعزامی برای تسخیر ازو و جنگ با قبیله شمال ژاپن امیشی، را بر عهده داشت، اما پس از سده دوازدهم، این اصطلاح برای تعیین رهبر «سامورایی» به کار رفت.

## تعریف باکوفو یا شوگون‌سالاری

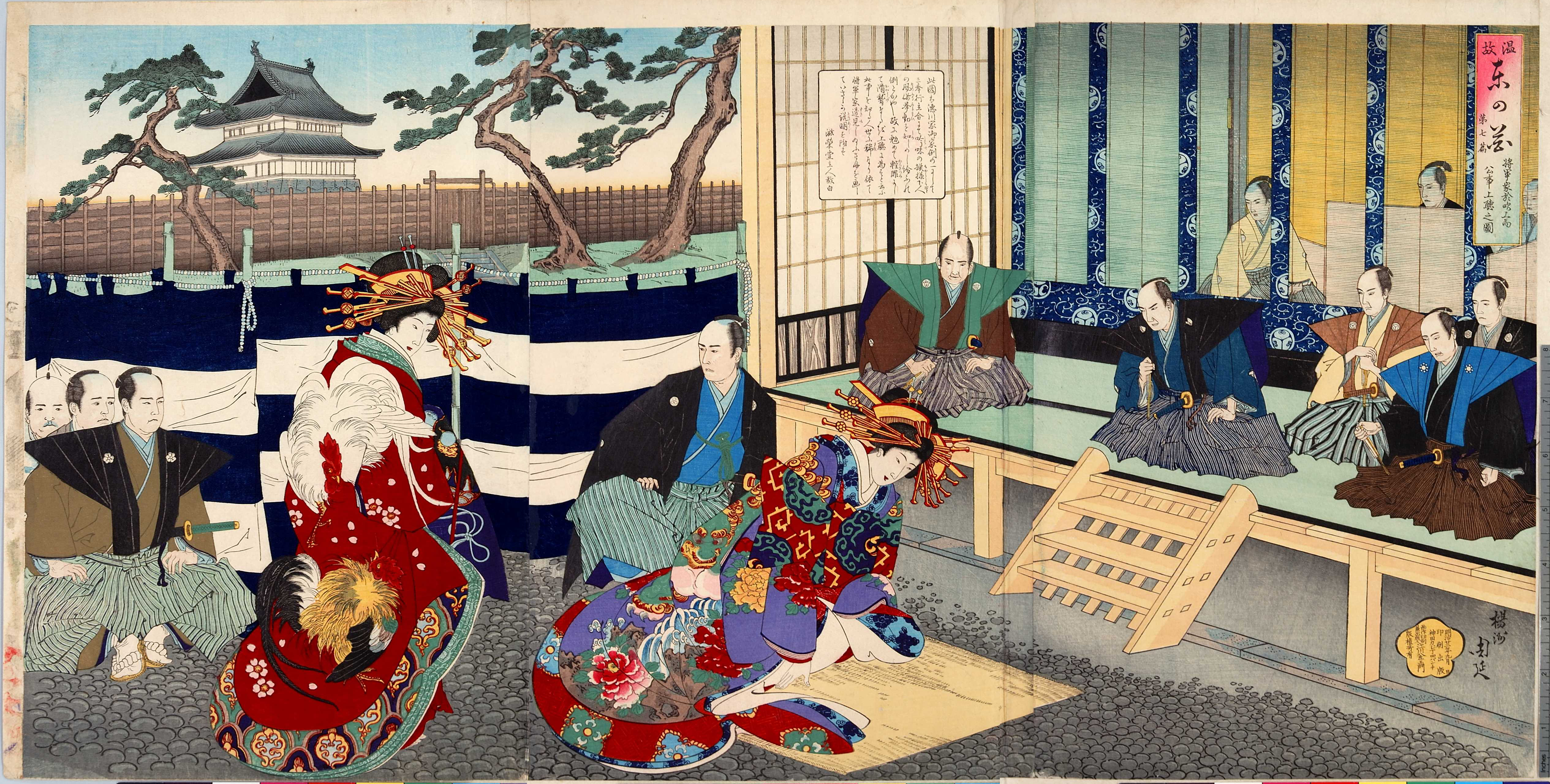
شوگون در حال رسیدگی به یک شکایت در قلعه ادو، توسط تویوهارا چیکانوبو

واژه «باکوفو» برابر با «شوگون‌سالاری» در زبان ژاپنی است. باکوفو در نخست به معنای سرا و خانه یک شوگون بود، اما با گذشت زمان به کنایه برای سیستم حکومتی تحت سلطه یک فئودال تبدیل شد. دیکتاتوری نظامی، به نام شوگون یا توسط خود شوگون اداره می‌شد. بنابراین، «باکوفو» های مختلف با وقفه‌های محدود بین سال‌های ۱۱۹۲ و ۱۸۶۷، قدرت مطلق بر کشور (سرزمینی که در آن زمان حکومت می‌کرد) در دست داشتند. مقام‌های همکار با شوگون در مجموع به عنوان باکوفو به معنی «دولت چادر» نامیده می‌شدند. آنها کسانی بودند که وظایف واقعی اداره کشور را انجام می‌دادند، در حالی که دربار امپراتوری فقط قدرت اسمی را حفظ می‌کرد.
سیستم شوگونی، نخست تحت شوگون‌سالاری کاماکورا توسط میناموتو نو یوریتومو پس از جنگ گنپی تأسیس شد، اگرچه از نظر تئوری دولت مرکزی، و بنابراین امپراتور، هنوز «دوژور» مالکیت تمام زمین‌ها در ژاپن را حفظ می‌کرد. این نظام دارای عناصر ارباب‌رعیتی بود که اربابانی که زمین کمتری داشتند نسبت به اربابان بزرگ‌تر ابراز وفاداری می‌کردند. سامورایی‌ها به خاطر وفاداری خود با مازاد فرآورده‌های کشاورزی، معمولاً برنج، یا خدمات کارگری از دهقانان پاداش می‌گرفتند. سامورایی‌ها برخلاف فئودال‌های اروپایی شوالیه مالک زمین نبودند.
| اسم‌ها و برابرهای آن                                      | دوره          | محل دفتر دولتی        | بنیان‌گذار            | خاندان شوگون‌ها                  | تعداد شوگون | عنوان دستیار                                             |
| -------------------------------------------------------- | ------------- | --------------------- | -------------------- | ------------------------------- | ----------- | -------------------------------------------------------- |
| شوگون‌سالاری کاماکورا کاماکورا باکوفو                     | دوره کاماکورا | ولایت ساگامی کاماکورا | میناموتو نو یوریتومو | خاندان گنجی・سکه‌شوگون・میاشوگون | ۹ شوگون     | شیکن（توکوسو از خاندان هوجو）                            |
| شوگون‌سالاری آشیکاگا شوگون‌سالاری موروماچی موروماچی باکوفو | دوره موروماچی | ولایت یاماشیرو کیوتو  | آشیکاگا تاکائوجی     | خاندان آشیکاگا                  | ۱۵ شوگون    | کانری（خاندان هوسوکاوا، خاندان شیبا، خاندان هاتاکه‌یاما） |
| شوگون‌سالاری توکوگاوا شوگون‌سالاری ادو ادو باکوفو          | دوره ادو      | ولایت موساشی ادو      | توکوگاوا ایه‌یاسو     | خاندان توکوگاوا                 | ۱۵ شوگون    | تایرو・روجو                                              |

در میان دولت‌های سامورایی، رژیم خاندان تایرا، رژیم اودا و رژیم تویوتومی به‌طور کلی «باکوفو» خوانده نمی‌شوند؛ زیرا برای نامیدن به عنوان باکوفو دو عنصر مهم هستند: نخست یک دولت سامورایی که کل کشور را کنترل می‌کند و دیگر داشتن رتبه سی تایشوگون برای کسی که در رأس این دولت سامورایی قرار دارد. به عنوان مثال در مورد رژیم تویوتومی، که کشور را در دوره‌های سنگوکو و آزوچی-مومویاما متحد کرد، به این دلیل است که رتبه او کانپاکو (نایب‌السلطنه) بود و رتبه «سی تای شوگون» را نداشت، رژِیم او باکوفو خوانده نمی‌شود.

## تاریخ

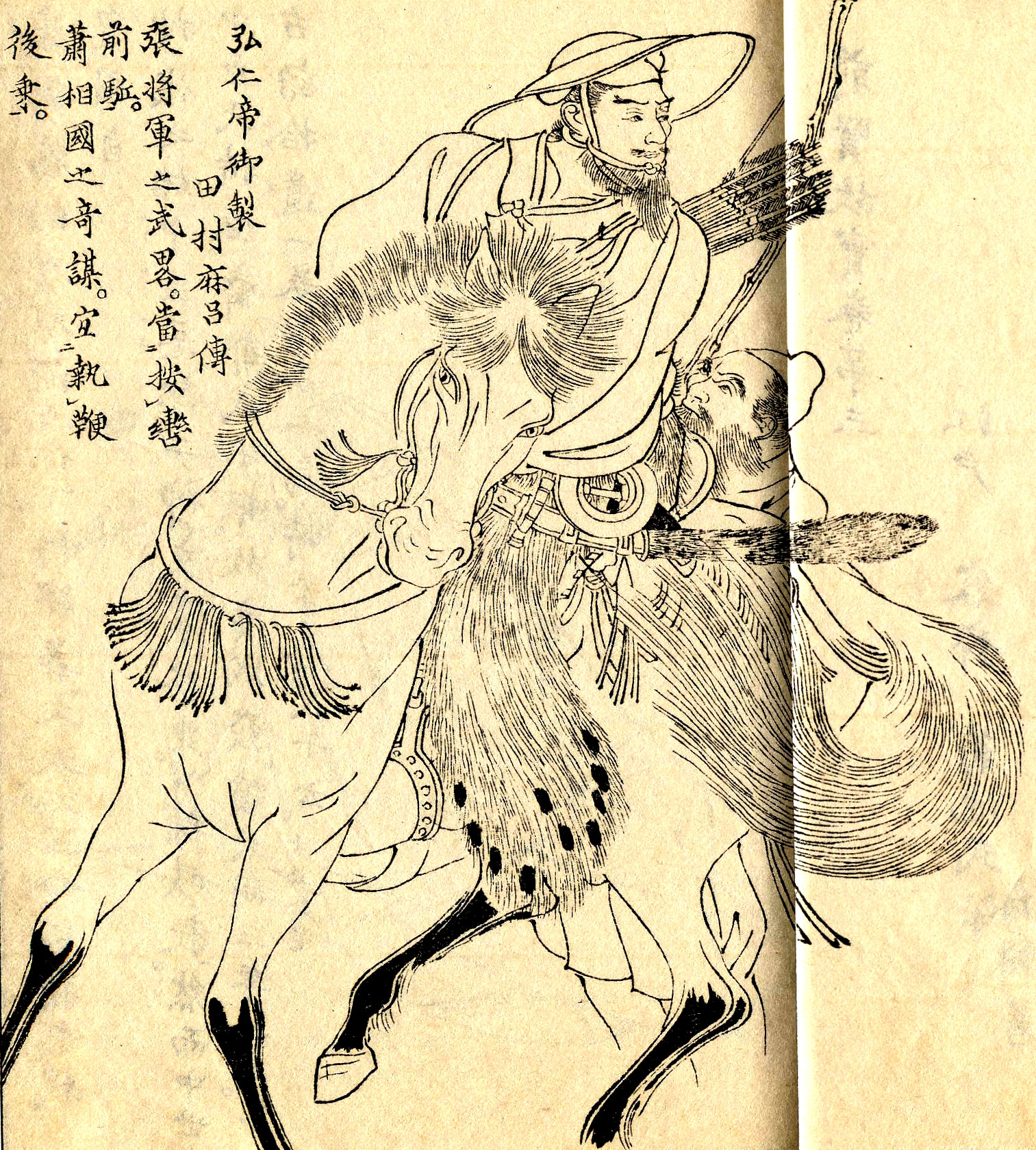
ساکانواوئه نو تامورامارو (۸۱۱–۷۵۸) یکی از اولین شوگون‌های اولیه دوره هی‌آن بود.

### نخستین شوگون، اوتومو نو اوتومارو
در اصل، عنوان «سی-ای تای شوگون» (فرمانده کل نیروهای اعزامی علیه بربرها)، عنوانی بود که در اوایل دوره هی‌آن برای مدت لشکرکشی علیه قوم امیشی که در برابر حکومت دربار امپراتوری مستقر در کیوتو مقاومت می‌کردند، به فرماندهان نظامی داده شد.
از اوتومو نو اوتومارو (۸۰۹–۷۳۱ میلادی) که یکی از فرماندهان لشکرکشی علیه قوم امیشی در شمال ژاپن بود، به عنوان نخستین شوگون نام برده شده است.

#### ساکانواوئه نو تامورامارو
ساکانوئه نو تامورامارو (۷۵۸–۸۱۱) یک ژنرال ژاپنی بود که علیه قبایل امیشی شمال ژاپن (مستقر در قلمرویی که امروزه استان‌های موتسو و یوا را در بر می‌گیرد) جنگید. تامارومارو اولین ژنرالی بود که این قبایل را شکست داد و قلمرو آنها را با پادشاهی یاماتو یکپارچه کرد. او به خاطر پیروزی‌های نظامی‌اش «سی-ای تای شوگون» نام داشت.

#### نظام سیاسی سلطنت و حکومت مخفی
شوگون‌های دوره هی‌آن هیچ قدرت سیاسی واقعی نداشتند و دربار امپراتوری متولی سیاست بود. از اواسط سده نهم تا اواسط سده یازدهم، خاندان فوجی‌وارا قدرت سیاسی را تحت کنترل داشت. آنها خاندان‌های دیگر را از مرکز سیاسی کنار گذاشتند و بالاترین مناصب را در دربار در انحصار خود درآوردند، مانند سشو (نایب‌السلطنه امپراتوری برای امپراتورهای نابالغ)، کانپاکو (مشاور اعظم و نایب‌السلطنه امپراتوری بزرگسال)، و دایجو-دایجین (صدراعظم قلمرو)، خاندان فوجیوارا به اوج قدرت خود در پایان سده دهم میلادی تحت مدیریت فوجیوارا نو میچیناگا و فوجیوارا نو یوریمیچی رسیدند.
بعدها، در اواسط سده یازدهم، هفتاد و یکمین امپراتور ژاپن امپراتور گو-سانجو با ریاست خود بر سیاست، قدرت سشو و کانپاکو را تضعیف کرد، امپراتور بعدی امپراتور شیراکاوا در سال ۱۰۸۶، نظام «حکومت پس از کناره‌گیری» را به وجود آورد که قدرت اصلی سلطنتی در دست پدر و پدربزرگ یک امپراتور بود. خود او از سلطنت کناره‌گیری کرد و به یک امپراتور بازنشسته (جوکو) و معبدنشین که قدرت بیشتری از امپراتور وقت داشت، تبدیل شد، از آنجاییکه در سیستم سیاسی قبلی اقتدار سیاسی سشو و کانپاکو از نفوذ بر امپراتور ژاپن اعمال می‌شد، با کم شدن قدرت امپراتور عملاً به قدرت خاندان فوجیوارا پایان داده شد.

#### قدرت گرفتن سامورایی‌ها

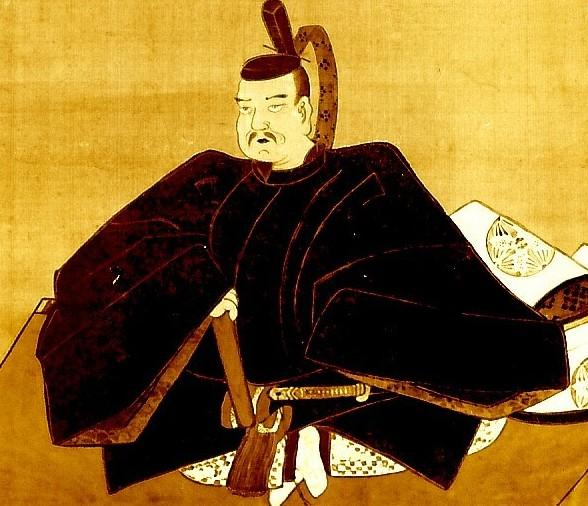
تایرا نو ماساکادو از نظر تاریخی به عنوان اولین شورش طبقه جنگجو و اولین تلاش طبقه جنگجو برای ایجاد حکومت اهمیت دارد.

از اوایل سده هشتم میلادی در ژاپن قانون خدمت نظامی وضع شد. به سربازان وظیفهٔ آموزش نظامی داده می‌شد و سپس کنترل امنیت مناطق برعهدهٔ این سربازان قرار می‌گرفت. از سده دهم میلادی خاندان‌های کشاورزی که در مناطق مختلف ژاپن از نظر مالی قدرت داشتند، برای حفظ امنیت قلمروی خویش گروهی از سربازان ماهر به تیراندازی با کمان و اسب‌سواری را تشکیل دادند. این سربازان که در خدمت ارباب خود بودند، سامورایی خوانده می‌شدند. هر دو خاندان تایرا و خاندان میناموتو بعد از جدا شدن از خاندان امپراتوری برای تأمین مخارج خود به مشاغل نظامی روی آوردند و رهبر گروه‌های سامورایی شدند.
در اواخر سده دهم شورشی توسط تایرا نو ماساکادو علیه فرمانداران دولت مرکزی انجام شد. تایرا نو ماساکادو که در اوایل سده دهم به شهرت رسید و نخستین سامورایی از طبقه جنگجویان محلی بود که علیه دربار امپراتوری شورش کرد. ماساکادو در طی شورش اعلام کرد که منطقه کانتو تحت حکومت او مستقل از دربار امپراتوری است و خود را امپراتور جدید خواند. در پاسخ، دربار امپراتوری ارتش بزرگی را به رهبری تایرا نو ساداموری فرستاد تا ماساکادو را سرکوب کند همچنین فوجیوارا نو تادابومی در سال ۹۴۰ برای سرکوب تایرا نو ماساکادو به عنوان و شوگون شرق منصوب و مسئول تعقیب ماساکادو شد. 
ماساکادو در فوریه ۹۴۰ در نبرد کشته شد. او هنوز به عنوان یکی از سه اونریو (روح انتقام‌جو) ژاپن مورد احترام است. هرچند شورش ماساکادو سرکوب شد اما پس از آن قدرت سامورایی‌ها مورد توجه دربار ژاپن و اشراف قرار گرفت.

#### تولد اولین دولت طبقه رزمنده

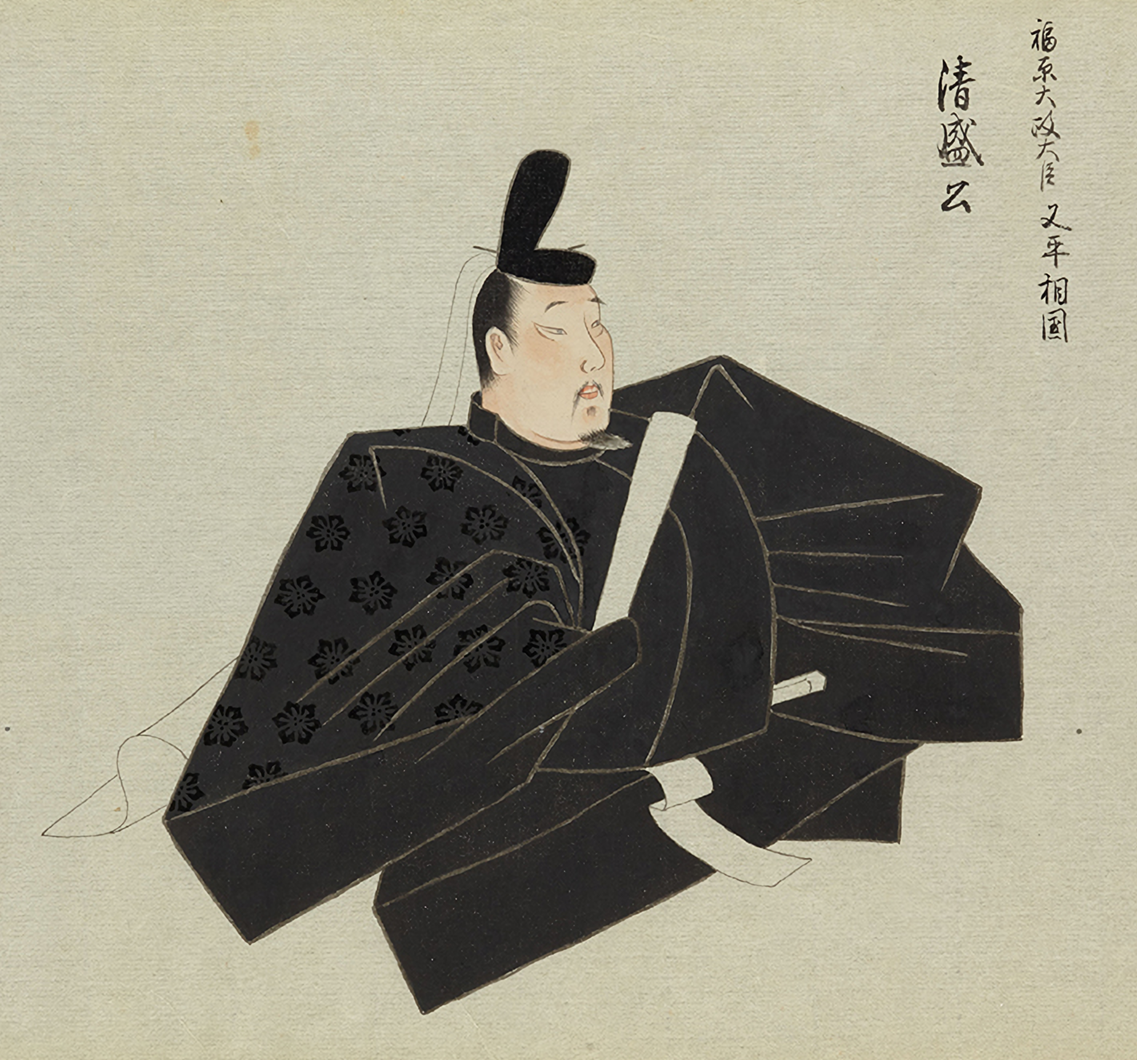
تایرا نو کیوموری اولین فردی بود که از طبقه جنگجو متولد شد و به بالاترین درجه اشراف رسید و اولین کسی بود که یک دولت واقعی سامورایی را تشکیل داد.

در دوران سلطنت امپراتور شیراکاوا و امپراتور توبا، خاندان تایرا تبدیل به |کوکوشی (صاحب‌منصب حکومت مرکزی) شدند و با گرفتن سامورایی از مناطق مختلف به عنوان ملازم، ثروت اندوختند. در مبارزه برای جانشینی امپراتور توبا، امپراتور سوتوکو و امپراتور گو شیراکاوا، هر یک با طبقه سامورایی در کنار خود، با شورش هوگن در ۱۱۵۶ میلادی جنگیدند که سرانجام امپراتور گو-شیراکاوا که تایرا نو کیوموری و میناموتو نو یوشیتومو (پدر میناموتو نو یوریتومو، نخستین شوگون از شوگون‌سالاری کاماکورا) را به عنوان متحد در کنار خود داشت پیروز شد.
با وجود رشادت و ایثاری که یوشیتومو در به قدرت رساندن امپراتور گو شیراکاوا به خرج داده بود، پاداشی که در پایان به وی داده شد در مقایسه با پاداشی که به تایرا نو کیوموری داده شد، کمتر بود. همچنین تایرا نو کیوموری توانسته بود با شینزی مشاور مورد اعتماد امپراتور دوست و متحد شود و مدارج ترقی را به سرعت طی کند. نارضایتی یوشیتومو از بی‌عدالتی منجر به شورش هیجی در سال ۱۱۶۰ علیه خاندان تایرا شد. تایرا نو کیوموری، توانست میناموتو نو یوشیتومو را در شورش هیجی شکست دهد. یوشیتومو پس از شورش کشته شد و پسر او میناموتو نو یوریتومو به تبعید فرستاده شد. به این ترتیب اولین طبقه اشرافی سامورایی متولد شد و در نهایت تایرا نو کیوموری به دایجو دایجین، بالاترین موقعیت طبقه اشراف تبدیل شد و خاندان تایرا مناصب مهمی را در دربار امپراتوری در انحصار خود درآوردند و قدرت را در دست داشتند. تصرف قدرت سیاسی توسط تایرا نو کیوموری (رژیم خاندان تایرا) اولین نمونه از سیاست پیشرو طبقه جنگجو برای ۷۰۰ سال آینده بود.
| دیگر همسران                                   | دیگر همسران                                   | دیگر همسران                                   | دیگر همسران                                   | دیگر همسران                                   | دیگر همسران                                   |  |  |                                                         |                                                         |                                                         |                                                         |                                                         |                                                         |  |  | امپراتور گو شیراکاوا (۷۷) | امپراتور گو شیراکاوا (۷۷) | امپراتور گو شیراکاوا (۷۷) | امپراتور گو شیراکاوا (۷۷) | امپراتور گو شیراکاوا (۷۷) | امپراتور گو شیراکاوا (۷۷) |  |  |                                                            |                                                            |                                                            |                                                            |                                                            |                                                            |  |  | تایرا نو شیگه‌کو                                           | تایرا نو شیگه‌کو                                           | تایرا نو شیگه‌کو                                           | تایرا نو شیگه‌کو                                           | تایرا نو شیگه‌کو                                           | تایرا نو شیگه‌کو                                           |  |  |                                                                |                                                                |                                                                |                                                                |                                                                |                                                                |  |  |  |  |  |  |  |  |  |  |  |  |  |  |  |  |  |  |  |  |  |  |  |  |  |  |  |  |  |  |  |  |  |  |  |  |
| دیگر همسران                                   | دیگر همسران                                   | دیگر همسران                                   | دیگر همسران                                   | دیگر همسران                                   | دیگر همسران                                   |  |  |                                                         |                                                         |                                                         |                                                         |                                                         |                                                         |  |  | امپراتور گو شیراکاوا (۷۷) | امپراتور گو شیراکاوا (۷۷) | امپراتور گو شیراکاوا (۷۷) | امپراتور گو شیراکاوا (۷۷) | امپراتور گو شیراکاوا (۷۷) | امپراتور گو شیراکاوا (۷۷) |  |  |                                                            |                                                            |                                                            |                                                            |                                                            |                                                            |  |  | تایرا نو شیگه‌کو                                           | تایرا نو شیگه‌کو                                           | تایرا نو شیگه‌کو                                           | تایرا نو شیگه‌کو                                           | تایرا نو شیگه‌کو                                           | تایرا نو شیگه‌کو                                           |  |  |                                                                |                                                                |                                                                |                                                                |                                                                |                                                                |  |  |  |  |  |  |  |  |  |  |  |  |  |  |  |  |  |  |  |  |  |  |  |  |  |  |  |  |  |  |  |  |  |  |  |  |
|                                               |                                               |                                               |                                               |                                               |                                               |  |  |                                                         |                                                         |                                                         |                                                         |                                                         |                                                         |  |  |                           |                           |                           |                           |                           |                           |  |  |                                                            |                                                            |                                                            |                                                            |                                                            |                                                            |  |  |                                                           |                                                           |                                                           |                                                           |                                                           |                                                           |  |  |                                                                |                                                                |                                                                |                                                                |                                                                |                                                                |  |  |  |  |  |  |  |  |  |  |  |  |  |  |  |  |  |  |  |  |  |  |  |  |  |  |  |  |  |  |  |  |  |  |  |  |
|                                               |                                               |                                               |                                               |                                               |                                               |  |  |                                                         |                                                         |                                                         |                                                         |                                                         |                                                         |  |  |                           |                           |                           |                           |                           |                           |  |  |                                                            |                                                            |                                                            |                                                            |                                                            |                                                            |  |  |                                                           |                                                           |                                                           |                                                           |                                                           |                                                           |  |  |                                                                |                                                                |                                                                |                                                                |                                                                |                                                                |  |  |  |  |  |  |  |  |  |  |  |  |  |  |  |  |  |  |  |  |  |  |  |  |  |  |  |  |  |  |  |  |  |  |  |  |
| پسر ارشد امپراتور نیجو (۷۸) نام مادر آتسوشیکو | پسر ارشد امپراتور نیجو (۷۸) نام مادر آتسوشیکو | پسر ارشد امپراتور نیجو (۷۸) نام مادر آتسوشیکو | پسر ارشد امپراتور نیجو (۷۸) نام مادر آتسوشیکو | پسر ارشد امپراتور نیجو (۷۸) نام مادر آتسوشیکو | پسر ارشد امپراتور نیجو (۷۸) نام مادر آتسوشیکو |  |  | سومین پسر شاهزاده موچی‌هیتو متولد ۱۱۵۱ م نام مادر شیگه‌کو | سومین پسر شاهزاده موچی‌هیتو متولد ۱۱۵۱ م نام مادر شیگه‌کو | سومین پسر شاهزاده موچی‌هیتو متولد ۱۱۵۱ م نام مادر شیگه‌کو | سومین پسر شاهزاده موچی‌هیتو متولد ۱۱۵۱ م نام مادر شیگه‌کو | سومین پسر شاهزاده موچی‌هیتو متولد ۱۱۵۱ م نام مادر شیگه‌کو | سومین پسر شاهزاده موچی‌هیتو متولد ۱۱۵۱ م نام مادر شیگه‌کو |  |  |                           |                           |                           |                           |                           |                           |  |  | هفتمین پسر امپراتور تاکاکورا (۸۰)                          | هفتمین پسر امپراتور تاکاکورا (۸۰)                          | هفتمین پسر امپراتور تاکاکورا (۸۰)                          | هفتمین پسر امپراتور تاکاکورا (۸۰)                          | هفتمین پسر امپراتور تاکاکورا (۸۰)                          | هفتمین پسر امپراتور تاکاکورا (۸۰)                          |  |  |                                                           |                                                           |                                                           |                                                           |                                                           |                                                           |  |  |                                                                |                                                                |                                                                |                                                                |                                                                |                                                                |  |  |  |  |  |  |  |  |  |  |  |  |  |  |  |  |  |  |  |  |  |  |  |  |  |  |  |  |  |  |  |  |  |  |  |  |
| پسر ارشد امپراتور نیجو (۷۸) نام مادر آتسوشیکو | پسر ارشد امپراتور نیجو (۷۸) نام مادر آتسوشیکو | پسر ارشد امپراتور نیجو (۷۸) نام مادر آتسوشیکو | پسر ارشد امپراتور نیجو (۷۸) نام مادر آتسوشیکو | پسر ارشد امپراتور نیجو (۷۸) نام مادر آتسوشیکو | پسر ارشد امپراتور نیجو (۷۸) نام مادر آتسوشیکو |  |  | سومین پسر شاهزاده موچی‌هیتو متولد ۱۱۵۱ م نام مادر شیگه‌کو | سومین پسر شاهزاده موچی‌هیتو متولد ۱۱۵۱ م نام مادر شیگه‌کو | سومین پسر شاهزاده موچی‌هیتو متولد ۱۱۵۱ م نام مادر شیگه‌کو | سومین پسر شاهزاده موچی‌هیتو متولد ۱۱۵۱ م نام مادر شیگه‌کو | سومین پسر شاهزاده موچی‌هیتو متولد ۱۱۵۱ م نام مادر شیگه‌کو | سومین پسر شاهزاده موچی‌هیتو متولد ۱۱۵۱ م نام مادر شیگه‌کو |  |  |                           |                           |                           |                           |                           |                           |  |  | هفتمین پسر امپراتور تاکاکورا (۸۰)                          | هفتمین پسر امپراتور تاکاکورا (۸۰)                          | هفتمین پسر امپراتور تاکاکورا (۸۰)                          | هفتمین پسر امپراتور تاکاکورا (۸۰)                          | هفتمین پسر امپراتور تاکاکورا (۸۰)                          | هفتمین پسر امپراتور تاکاکورا (۸۰)                          |  |  |                                                           |                                                           |                                                           |                                                           |                                                           |                                                           |  |  |                                                                |                                                                |                                                                |                                                                |                                                                |                                                                |  |  |  |  |  |  |  |  |  |  |  |  |  |  |  |  |  |  |  |  |  |  |  |  |  |  |  |  |  |  |  |  |  |  |  |  |
|                                               |                                               |                                               |                                               |                                               |                                               |  |  |                                                         |                                                         |                                                         |                                                         |                                                         |                                                         |  |  |                           |                           |                           |                           |                           |                           |  |  |                                                            |                                                            |                                                            |                                                            |                                                            |                                                            |  |  |                                                           |                                                           |                                                           |                                                           |                                                           |                                                           |  |  |                                                                |                                                                |                                                                |                                                                |                                                                |                                                                |  |  |  |  |  |  |  |  |  |  |  |  |  |  |  |  |  |  |  |  |  |  |  |  |  |  |  |  |  |  |  |  |  |  |  |  |
| امپراتور روکوجو (۷۹)                          | امپراتور روکوجو (۷۹)                          | امپراتور روکوجو (۷۹)                          | امپراتور روکوجو (۷۹)                          | امپراتور روکوجو (۷۹)                          | امپراتور روکوجو (۷۹)                          |  |  |                                                         |                                                         |                                                         |                                                         |                                                         |                                                         |  |  |                           |                           |                           |                           |                           |                           |  |  | امپراتور آنتوکو (۸۱) متولد ۱۱۷۸ م نام مادر تایرا نو توکوکو | امپراتور آنتوکو (۸۱) متولد ۱۱۷۸ م نام مادر تایرا نو توکوکو | امپراتور آنتوکو (۸۱) متولد ۱۱۷۸ م نام مادر تایرا نو توکوکو | امپراتور آنتوکو (۸۱) متولد ۱۱۷۸ م نام مادر تایرا نو توکوکو | امپراتور آنتوکو (۸۱) متولد ۱۱۷۸ م نام مادر تایرا نو توکوکو | امپراتور آنتوکو (۸۱) متولد ۱۱۷۸ م نام مادر تایرا نو توکوکو |  |  | شاهزاده موریسادا متولد ۱۱۷۹ م نام مادر فوجیوارا نو شوکوشی | شاهزاده موریسادا متولد ۱۱۷۹ م نام مادر فوجیوارا نو شوکوشی | شاهزاده موریسادا متولد ۱۱۷۹ م نام مادر فوجیوارا نو شوکوشی | شاهزاده موریسادا متولد ۱۱۷۹ م نام مادر فوجیوارا نو شوکوشی | شاهزاده موریسادا متولد ۱۱۷۹ م نام مادر فوجیوارا نو شوکوشی | شاهزاده موریسادا متولد ۱۱۷۹ م نام مادر فوجیوارا نو شوکوشی |  |  | امپراتور گو-توبا (۸۲) متولد ۱۱۸۰ م نام مادر فوجیوارا نو شوکوشی | امپراتور گو-توبا (۸۲) متولد ۱۱۸۰ م نام مادر فوجیوارا نو شوکوشی | امپراتور گو-توبا (۸۲) متولد ۱۱۸۰ م نام مادر فوجیوارا نو شوکوشی | امپراتور گو-توبا (۸۲) متولد ۱۱۸۰ م نام مادر فوجیوارا نو شوکوشی | امپراتور گو-توبا (۸۲) متولد ۱۱۸۰ م نام مادر فوجیوارا نو شوکوشی | امپراتور گو-توبا (۸۲) متولد ۱۱۸۰ م نام مادر فوجیوارا نو شوکوشی |  |  |  |  |  |  |  |  |  |  |  |  |  |  |  |  |  |  |  |  |  |  |  |  |  |  |  |  |  |  |  |  |  |  |  |  |

با این حال، زمانی که تایرا نو کیوموری از قدرت خود برای امپراتور کردن فرزند دخترش، تایرا نو توکوکو همسر امپراتور تاکاکورا به عنوان امپراتور آنتوکو استفاده کرد، مخالفت‌های گسترده‌ای به وجود آمد. شاهزاده موچی‌هیتو که دیگر قادر به تصاحب تاج و تخت امپراتوری نبود، از خاندان میناموتو خواست تا برای شکست خاندان تایرا لشکری تشکیل دهد و جنگ گنپی آغاز شد. در بحبوحه جنگ گنپی، میناموتو نو یوشیناکا (پسر عموی میناموتو نو یوریتومو) خاندان تایرا را از کیوتو اخراج کرد و اگرچه در ابتدا مورد استقبال امپراتور گوشه‌نشین گو-شیراکاوا قرار گرفت، اما پس از مدتی میناموتو نو یوشیناکا کودتا کرد و اطرافیان امپراتور را سرنگون کرد و اولین نفر از خاندان میناموتو شد که منصب شوگون را به دست گرفت. با این حال، این عنوان «سی ای تای شوگون» دیگر به فتح ایزو مرتبط نبود و یوشیناکا آن را به عنوان یک عنوان رسمی مناسب برای رئیس یک خاندان نظامی می‌خواست تا هژمونی خود را ایجاد کند. میناموتو نو یوریتومو نیز آرزو داشت که به این سمت منصوب شود، اما با مخالفت امپراتور گو شیراکاوا مواجه شد
در پاسخ، میناموتو نو یوریتومو، دو نفر یعنی میناموتو نو نوری‌یوری و میناموتو نو یوشی‌تسونه را فرستاد تا یوشیناکا را شکست دهند. یوشیناکا در عرض یک سال پس از تبدیل شدن به شوگون کشته شد. در سال ۱۱۸۵ سرانجام خاندان تایرا در نبرد دان نو اورا شکست خورد و خاندان میناموتو به رهبری میناموتو نو یوریتومو به قدرت رسید.

### شوگون‌سالاری کاماکورا (۱۱۸۵–۱۳۳۳)

میناموتو نو یوریتومو، اولین شوگون (۱۱۹۲–۱۱۹۹) از شوگون‌سالاری کاماکورا

دوره کاماکورا از سال ۱۱۸۵ تا ۱۳۳۳ میلادی را در بر می‌گیرد. در اواخر سده دوازدهم و از سال ۱۱۸۵ به تدریج کنترل کشور از دست خاندان امپراتوری خارج شد و دو خاندان سامورایی قوی به نام خاندان تایرا و خاندان میناموتو که هر دو خود را از بازماندگان امپراتوران قدیم ژاپن می‌دانستند، بر سر کسب قدرت به یکی از شدیدترین مبارزات دوران قرون وسطی ژاپن دست زدند و سرانجام بر همهٔ رقیبان و مدعیان پیروز شدند و مدتی به تراضی با یکدیگر حکومت کردند. اما پس از مدتی این دو خاندان با یکدیگر به منازعه پرداختند و خاندان تایرا، بسیاری از افراد خاندان میناموتو را به خاک هلاکت انداخت، از جمله کسانی که از این کشتار جان سالم به در برده بودند، سومین پسر رهبر خاندان میناموتو، کودکی به نام میناموتو نو یوریتومو بود. یوریتومو مدتی در خفا زیست و در بزرگسالی به یک سامورایی سلحشور تبدیل شد. وی بقایای خاندان میناموتو را جمع‌آوری کرد و بر حریف خود خاندان تایرا تاخت و این بار او بود که تقریباً تمامی اعضای خاندان رقیب را از پای درآورد و در سال ۱۱۸۵ به اریکه قدرت نشست. میناموتو یوریتومو برای تحکیم قدرت، حکومت ولایت‌ها را به سامورایی‌های وفادار خود تفویض کرد و دست آنان را در قلع و قمع باز گذاشت. بدین ترتیب دیکتاتوری خشن و سختگیرانهٔ نظامی در ژاپن به وجود آمد. در مورد سالی که دوره کاماکورا و شوگون‌سالاری کاماکورا آغاز شد، نظریه‌های مختلفی وجود دارد. در گذشته، محبوب‌ترین نظریه این بود که سال ۱۱۹۲ بود، زمانی که میناموتو نو یوریتومو به عنوان شوگون منصوب شد. بعدها، نظریه غالب این بود که سال ۱۱۸۵ بود، زمانی که یوریتومو عنوان شوگو را تأسیس کرد، که قدرت نظامی و انتظامی را در مناطق مختلف کنترل می‌کرد، و جیتو که وصول مالیات و اداره اراضی را به عهده داشت. کتاب‌های درسی تاریخ ژاپن تا سال ۲۰۱۶، سال خاصی را برای آغاز دوره کاماکورا مشخص نکرده‌اند، زیرا نظریه‌های مختلفی در مورد سال تأسیس شوگون‌سالاری کاماکورا وجود دارد.
در سال ۱۱۹۲، امپراتور گو-توبا به میناموتو نو یوریتومو لقب «سی-ای تای شوگون» را اعطا کرد و در سیستم سیاسی‌ای که یوریتومو توسعه داد، خود به عنوان رئیس و به عنوان یک شوگون شناخته شد.
یوریتومو پس از آن در شهر کاماکورا استبداد نظامی کاماکورا یا «باکوفو» را پایه‌گذاری و این مقام را در خاندان میناموتو موروثی کرد.
در دوره کاماکورا، ژاپن وارد «قرون وسطای» هفتصد ساله‌ای شد که در آن امپراتور، دربار و حکومت مرکزی سنتی تبدیل به نهادهایی تشریفاتی شدند و جنگ‌سالاران و زمین‌داران بزرگ، قدرت را در دست گرفتند.
حوزه‌های قضایی، نظامی و مدنی به دست جنگ‌آوران آریستوکرات (طبقه بوشی) اداره می‌شد. در دوره کاماکورا اکثر شوگون‌ها ناتوان و در واقع تحت کنترل کامل خاندان هوجو بودند. مقام شیکّن (معاون شوگون) تنها در انحصار خاندان هوجو بود و بیشتر ایام این دوره اداره کشور را شیکّن‌ها در دست داشتند.

#### برافتادن شوگون‌سالاری کاماکورا
در سال ۱۲۷۴ میلادی و پس از هفت سال در تابستان ۱۲۸۱ میلادی حمله مغول به ژاپن رخ داد. پیامد سال‌ها تدارک نظامی به منظور جنگ با مغولان برای شوگون‌سالاری کاماکورا (زمان حکمرانی ۱۳۳۳–۱۱۸۵ میلادی) مصیبت‌آمیز بود. بسیاری از وفادارانی که برای پاسداری از حکومت جنگیده بودند و همچنین معابدی که در طی جنگ برای پیروزی دعا کرده بودند، اینک در انتظار پاداش بودند و برآورده کردن این خواسته از توان حاکمان خارج بود. در پایان این جنگ هر چند که ژاپن توانست ارتش مغول را از کشور براند اما برخلاف جنگ‌های داخلی نخستین بار بود که زمینی به تصرف درنیامده بود و برخلاف عرف آن زمان دولت نتوانست به عنوان پاداش زمینی بین رزمندگان این جنگ اهدا کند. همچنین با توجه به اینکه انتظار حمله سوم از طرف مغول می‌رفت، سامورایی‌های منطقه کیوشو مجبور شدند بدون اینکه سودی ببرند، هزینه زیادی را جهت آمادگی نظامی متقبل شوند. به همین دلیل میزان نارضایی در میان سامورایی‌ها که می‌دیدند که در ازای خدمات بسیاری که از آنان توقع می‌رفت دستمزد اندکی دریافت می‌کنند بالا گرفت. از این رو، مشکلات مالی و کاهش وفاداری در میان اربابان قدرتمند به فروپاشی حکومت کاماکورا کمک کرد.

### شوگون‌سالاری آشیکاگا (موروماچی)  (۱۳۳۶/۱۳۳۸–۱۵۷۳)

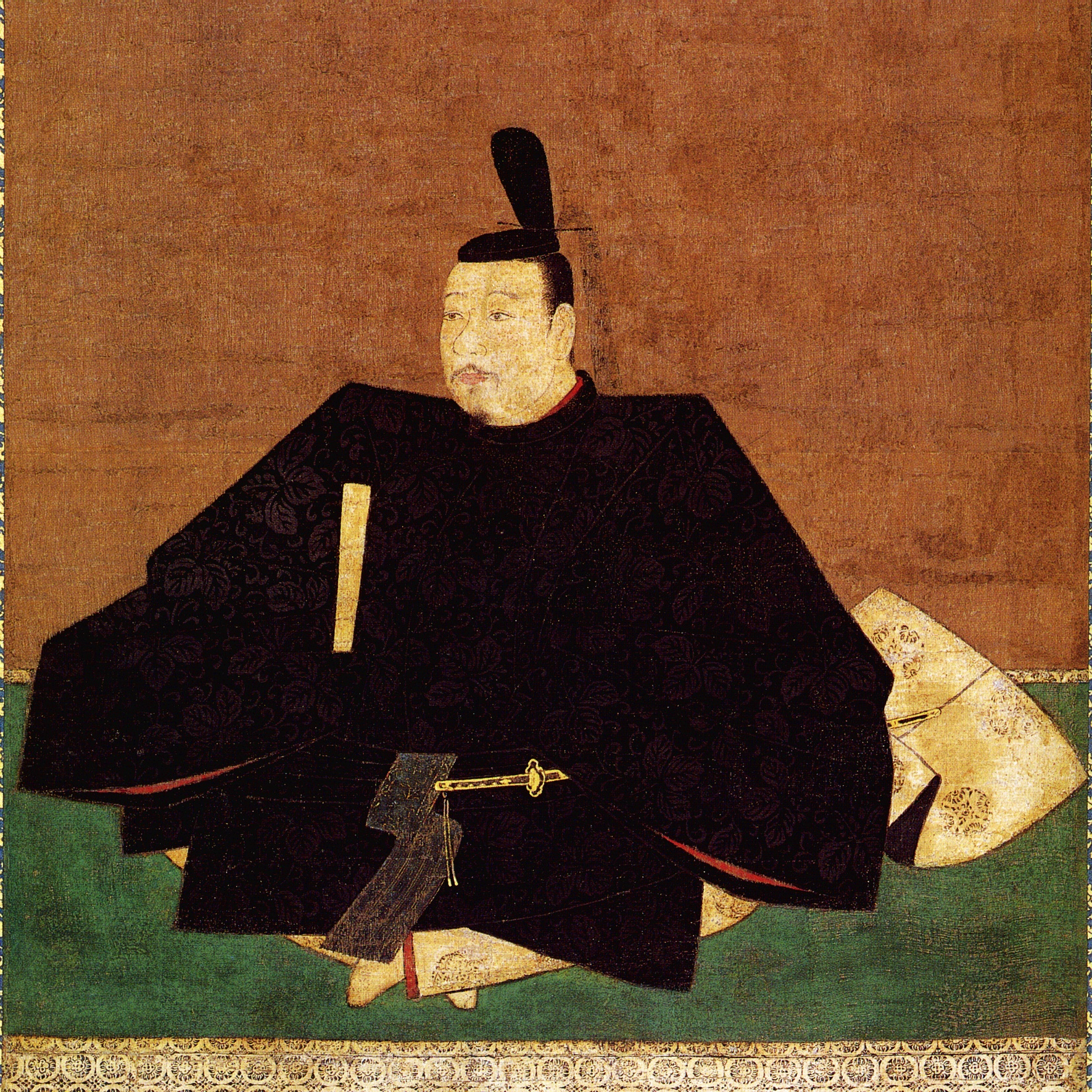
آشیکاگا تاکائوجی (۱۳۳۶/۱۳۳۸–۱۳۵۸) شوگون‌سالاری آشیکاگا را تأسیس کرد.

در سال ۱۳۳۶ یا ۱۳۳۸ آشیکاگا تاکائوجی که مانند میناموتو نو یوریتومو، از نوادگان شاهزادگان خاندان میناموتو بود، عنوان «سی-ای تای شوگون» را دریافت کرد و شوگون‌سالاری آشیکاگا را تأسیس کرد، که اسماً تا سال ۱۵۷۳ ادامه داشت. مقر اصلی آشیکاگا در ناحیه موروماچی در کیوتو بود، شوگون‌سالاری آشیکاگا و زمانی که طی آن شوگون‌های آشیکاگا حکومت می‌کردند به نام «دوره موروماچی» نیز شناخته می‌شود.
بین سال‌های ۱۳۴۶ و ۱۳۵۸، شوگون‌سالاری آشیکاگا به تدریج اختیارات شوگو (فرماندار)، مقامات نظامی و نیروی انتظامی محلی را که توسط شوگون‌سالاری کاماکورا تأسیس شده بود، گسترش داد و به «شوگو» اختیار حل اختلافات در مورد زمین بین خراج‌گزاران سامورایی داده شد و همچنین به شوگو اجازه داده شد که نیمی از مالیات مناطق تحت کنترل خود را دریافت کند. «شوگوها» ثروت جدید خود را با مردم محلی به اشتراک می‌گذاشتند. به این ترتیب اولین دایمیو (زمین‌داران بزرگ)، به نام شوگودایمیو، به وجود آمدند.
شوگون ششم آشیکاگا یوشی‌نوری ابتدا یک راهب بود و برای شوگون بودن آموزش ندیده بود به همین سبب رفتار و استبداد او باعث رنجش شد و سرانجام توسط آکاماتسو میتسوسوکه در طول شورش کاکیتسو ترور شد. این ترور منجر به بی‌ثباتی در سیستم شوگون‌سالاری آشیکاگا شد.

#### شورش اونین
|  |  |  |  |             |             |             |             |                      |                      |                      |                      |                       |                       |                       |                       |                       |                       |  |  | آشیکاگا یوشی‌نوری ششمین شوگون |                              |                              |                              |                              |                              |  |  |  |  |                        |                        |                        |                        |                        |                        |
|  |  |  |  |             |             |             |             |                      |                      |                      |                      |                       |                       |                       |                       |                       |                       |  |  |                              |                              |                              |                              |                              |                              |  |  |  |  |                        |                        |                        |                        |                        |                        |
|  |  |  |  |             |             |             |             |                      |                      |                      |                      |                       |                       |                       |                       |                       |                       |  |  |                              |                              |                              |                              |                              |                              |  |  |  |  |                        |                        |                        |                        |                        |                        |
|  |  |  |  | هینو تومیکو | هینو تومیکو | هینو تومیکو | هینو تومیکو | هینو تومیکو          | هینو تومیکو          |                      |                      | یوشی‌ماسا هشتمین شوگون | یوشی‌ماسا هشتمین شوگون | یوشی‌ماسا هشتمین شوگون | یوشی‌ماسا هشتمین شوگون | یوشی‌ماسا هشتمین شوگون | یوشی‌ماسا هشتمین شوگون |  |  | یوشیمی                       | یوشیمی                       | یوشیمی                       | یوشیمی                       | یوشیمی                       | یوشیمی                       |  |  |  |  | یوشی‌کاتسو هفتمین شوگون | یوشی‌کاتسو هفتمین شوگون | یوشی‌کاتسو هفتمین شوگون | یوشی‌کاتسو هفتمین شوگون | یوشی‌کاتسو هفتمین شوگون | یوشی‌کاتسو هفتمین شوگون |
|  |  |  |  | هینو تومیکو | هینو تومیکو | هینو تومیکو | هینو تومیکو | هینو تومیکو          | هینو تومیکو          |                      |                      | یوشی‌ماسا هشتمین شوگون | یوشی‌ماسا هشتمین شوگون | یوشی‌ماسا هشتمین شوگون | یوشی‌ماسا هشتمین شوگون | یوشی‌ماسا هشتمین شوگون | یوشی‌ماسا هشتمین شوگون |  |  | یوشیمی                       | یوشیمی                       | یوشیمی                       | یوشیمی                       | یوشیمی                       | یوشیمی                       |  |  |  |  | یوشی‌کاتسو هفتمین شوگون | یوشی‌کاتسو هفتمین شوگون | یوشی‌کاتسو هفتمین شوگون | یوشی‌کاتسو هفتمین شوگون | یوشی‌کاتسو هفتمین شوگون | یوشی‌کاتسو هفتمین شوگون |
|  |  |  |  |             |             |             |             |                      |                      |                      |                      |                       |                       |                       |                       |                       |                       |  |  |                              |                              |                              |                              |                              |                              |  |  |  |  |                        |                        |                        |                        |                        |                        |
|  |  |  |  |             |             |             |             | یوشی‌هیسا نهمین شوگون | یوشی‌هیسا نهمین شوگون | یوشی‌هیسا نهمین شوگون | یوشی‌هیسا نهمین شوگون | یوشی‌هیسا نهمین شوگون  | یوشی‌هیسا نهمین شوگون  |                       |                       |                       |                       |  |  | آشیکاگا یوشی‌تانه دهمین شوگون | آشیکاگا یوشی‌تانه دهمین شوگون | آشیکاگا یوشی‌تانه دهمین شوگون | آشیکاگا یوشی‌تانه دهمین شوگون | آشیکاگا یوشی‌تانه دهمین شوگون | آشیکاگا یوشی‌تانه دهمین شوگون |  |  |  |  |                        |                        |                        |                        |                        |                        |

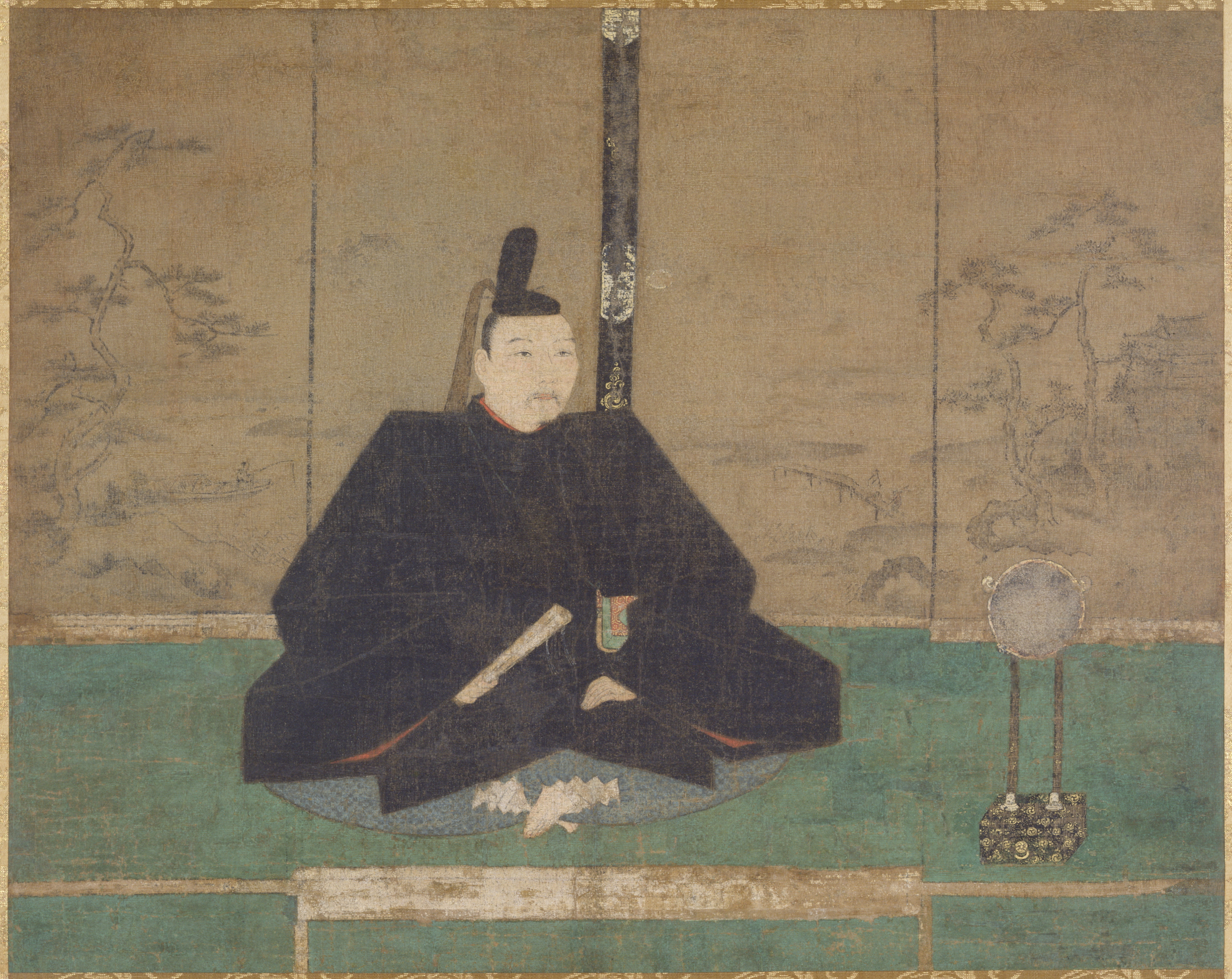
آشیکاگا یوشی‌ماسا

آشیکاگا یوشی‌ماسا، شوگون هشتم، تلاش کرد تا قدرت شوگون را تقویت کند، اما یاران نزدیک او از دستورهای او پیروی نکردند و منجر به هرج و مرج سیاسی و افزایش ناآرامی‌های اجتماعی شد. از آنجایی که پسری نداشت، سعی کرد برادر کوچکترش آشیکاگا یوشیمی را به عنوان شوگون نهم انتخاب کند، اما وقتی همسرش هینو تومیکو، آشیکاگا یوشی‌هیسا را به دنیا آورد، درگیری بین شوگو دایمیوها در مورد اینکه آیا یوشیمی یا یوشیهیسا شوگون بعدی خواهد بود، درگرفت. خاندان‌های هاتاکه‌یاما و شیبا نیز بر سر جانشینی در خاندان‌های خود به دو دسته متضاد تقسیم شدند و کانری (معاون شوگون) هوسوکاوا کاتسوموتو، از برادر کوچکتر و پدرزن او، یامانا سوزن از فرزند شوگون یوشی‌هیسا حمایت می‌کردند.
در سال ۱۴۶۷، این درگیری‌ها سرانجام به شورش اونین بین ارتش شرقی به رهبری هوسوکاوا کاتسوموتو و ارتش غربی به رهبری یامانا سوزن شد. در سال ۱۴۶۹، جنگ به استان‌ها گسترش یافت، اما در سال ۱۴۷۳، هوسوکاوا کاتسوموتو و یامانا سوزن، رهبران هر دو ارتش، جان باختند و در سال ۱۴۷۷، جنگ پایان یافت.
جنگ کیوتو را ویران کرد، بسیاری از اقامتگاه‌های اشراف و سامورایی‌ها، معبد شینتویی و معابد بودایی را ویران کرد و اقتدار شوگون‌های آشیکاگا را تضعیف کرد و کنترل آن‌ها بر مناطق مختلف را به شدت کاهش داد. بدین ترتیب دوره سنگوکو آغاز شد، دوره ای از جنگ داخلی که در آن «دایمیو» های مناطق مختلف برای گسترش قدرت خود می‌جنگیدند. دایمیوهایی که با ضعیف شدن کنترل شوگون‌سالاری قدرتمندتر شده بودند، «سنگوکو دایمیو» نامیده می‌شدند، «سنگوکو دایمیو» می‌توانست به تنهایی بر منطقه حکومت کند، بدون اینکه توسط شوگون منصوب شود.

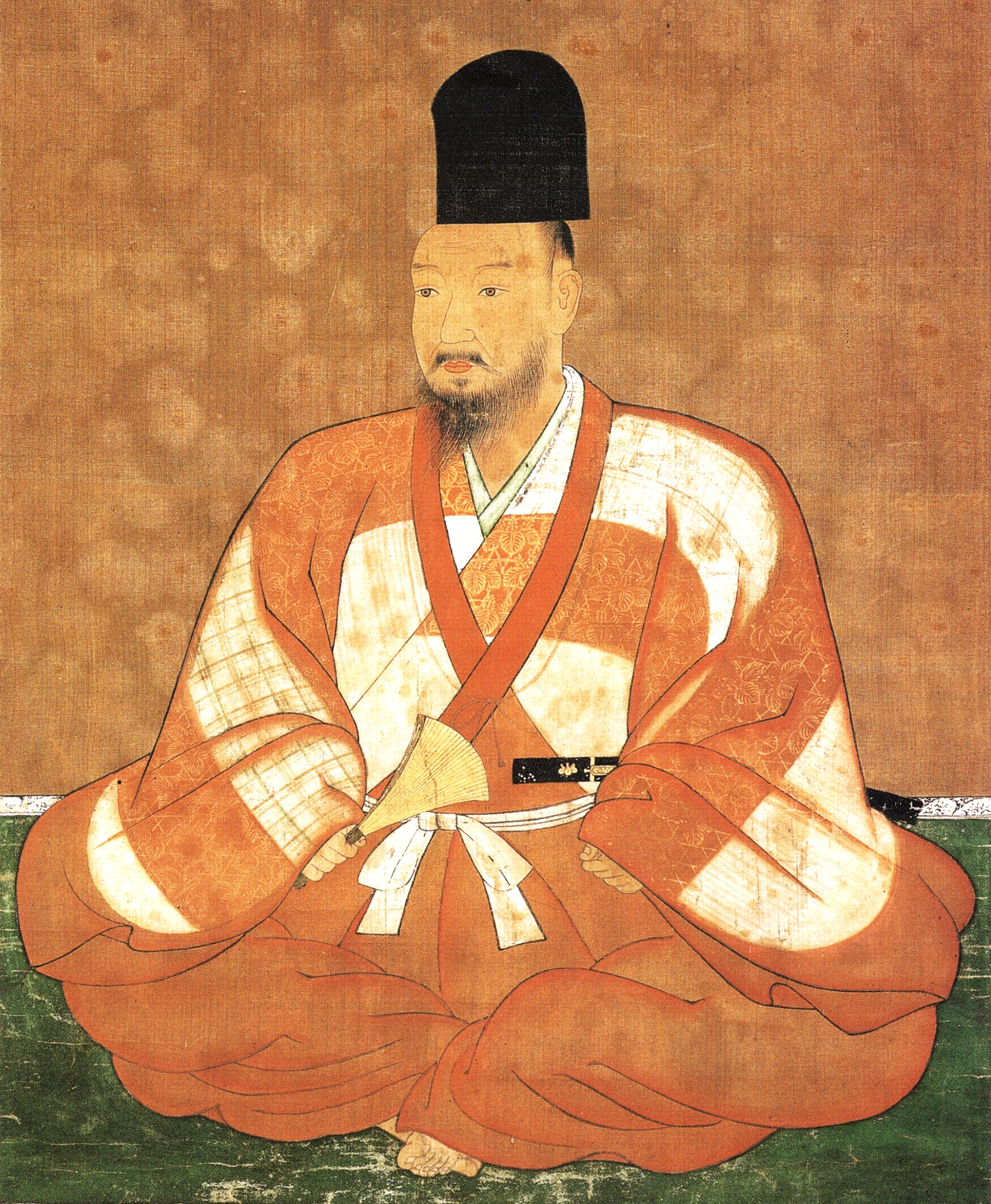
سیزدهمین شوگون از شوگون‌سالاری آشیکاگا، آشیکاگا یوشی‌ترو، معروف به شمشیرزن بزرگ

در زمان سیزدهمین شوگون، آشیکاگا یوشی‌ترو، حوزه نفوذ او به چند سرزمین در اطراف کیوتو محدود شد و قدرت اقتصادی و نظامی را از دست داد. در نتیجه، آشیکاگا یوشیترو توسط «سنگوکو دایمیو» میوشی ناگایوشی و نیروهایش از کیوتو بیرون رانده شد و سرانجام در حمله نیروهای رهبر خاندان میوشی، میوشی یوشیتسوگو و ملازم او ماتسوناگا هیساهیده کشته شد. آشیکاگا یوشیترو به عنوان یک شمشیرباز بزرگ شناخته می‌شد و شاگرد تسوکاهارا بوکودن بود که به عنوان یکی از قوی‌ترین شمشیربازان شناخته می‌شد. به گفته
یاگیو مونه‌نوری، یک مربی شمشیرزنی در شوگون‌سالاری توکوگاوا، آشیکاگا یوشی‌ترو یکی از پنج بهترین شمشیرزن زمان خود بود.

#### برافتادن شوگون‌سالاری آشیکاگا
دورهٔ سنگوکو (۱۶۰۰–۱۴۶۷ میلادی) یا دوره جنگ‌های داخلی ژاپن از میانه‌های سده پانزدهم تا آغاز سده هفدهم به درازا کشید. در این دوره گکوکوجو (از لحاظ لغوی به معنای براندازی و فراتر رفتن از مافوق) رواج یافت و کسانی که از نظر مقام اجتماعی فرودست بوده اما در جنگیدن مهارت داشتند، با پیروزی در نبردها، موفق به قبضهٔ قدرت در یک منطقه شدند. بدین ترتیب بسیاری از شوگوها یا فرمانداران محلی برانداخته شده و جای خود را به دایمیوهای پرقدرت دورهٔ سنگوکو (امیران محلی) دادند. دایمیوهای سنگوکو هرکدام با برپایی جنگ‌ها تلاش می‌کردند وسعت منطقهٔ تحت نفوذ خود را افزایش دهند. هدف نهایی آن‌ها یکپارچه کردن ژاپن، براندازی شوگون‌سالاری آشیکاگا و نشستن بر جای این خاندان بود.

## وحدت ژاپن

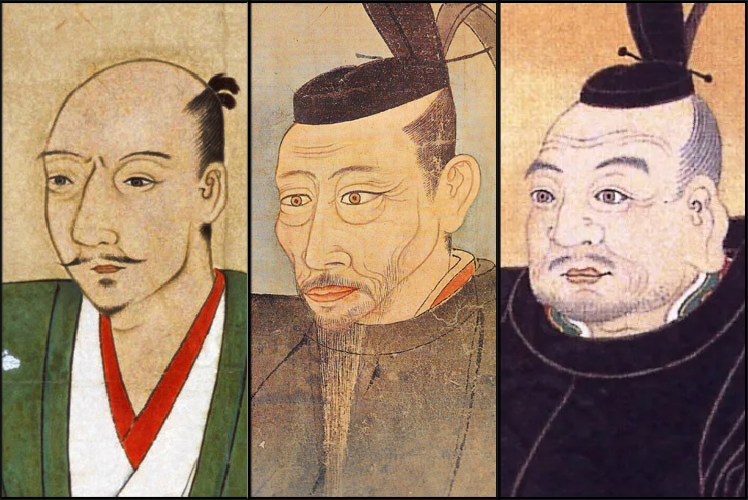
سه وحدت‌دهندهٔ ژاپن، از چپ به راست اودا نوبوناگا، تویوتومی هیده‌یوشی، توکوگاوا ایه‌یاسو

دورهٔ پایانی سنگوکو، آزوچی–مومویاما (۱۵۶۸ تا ۱۶۰۰ میلادی) نامیده می‌شود. بیشتر تاریخ‌دانان سال ۱۵۷۳ را سال پایان یافتن شوگون‌سالاری آشیکاگا و آغاز دوره آزوچی–مومویاما در نظر می‌گیرند در این سال آخرین شوگون، آشیکاگا یوشی‌آکی به دستور اودا نوبوناگا از کیوتو تبعید شد. در دورهٔ آزوچی–مومویاما پایهٔ وحدت ملی در ژاپن بنیان گذاشته شد. ابتدا اودا نوبوناگا کوشید تا از لحاظ سیاسی کشور را یکپارچه کند و بر یک‌سوم کشور تسلط یابد. سپس جانشین او تویوتومی هیده‌یوشی زبده‌ترین ژنرال ارتش وی، به آرزوی او جامهٔ عمل پوشاند و تمام کشور را مجدداً متحد کرد. عنوان دوره آزوچی–مومویاما از نام قلعه‌های آزوچی (متعلق به اودا نوبوناگا)، و مومویاما (نام دیگر قلعه فوشیمی) (متعلق به تویوتومی هیده‌یوشی) گرفته شده است.

### دوره آزوچی–مومویاما (۱۵۷۳–۱۶۰۳)
دوره آزوچی-مومویاما به دوره ای گفته می‌شود که اودا نوبوناگا و تویوتومی هیده‌یوشی در قدرت بودند. آنها و توکوگاوا ایه‌یاسو سه متحد کننده ژاپن هستند. نام «آزوچی–مومویاما» از این واقعیت ناشی می‌شود که قلعه نوبوناگا، قلعه آزوچی در آزوچی، شیگا واقع شده است و جایی که هیده‌یوشی پس از بازنشستگی در آن زندگی می‌کرد، در قلعه مومویاما بود. اگرچه دو رهبر طبقه جنگجو در این دوره عنوان شوگون داده نشد، به اودا نوبوناگا تقریباً برابر با آن عنوان و به تویوتومی هیده‌یوشی یک عنوان بالاتر داده شد.
این دوره زمانی آغاز شد که اودا نوبوناگا آشیکاگا یوشی‌آکی را از کیوتو اخراج کرد و شوگون‌سالاری آشیکاگا را نابود کرد. به نوبوناگا عنوان اودایجین (وزیر راست) داده شد، یک مقام رسمی که به معنای رهبر طبقه جنگجو بود. این عنوان یک عنوان بسیار معتبر بود که به رهبر طبقه جنگجو داده می‌شد، شبیه به عنوان شوگون. این اولین بار از زمان میناموتو نو سانه‌تومو در سال ۱۲۱۸ بود که یکی از اعضای طبقه جنگجو به عنوان «اودایجین» منصوب شد. پیش از این، تنها اعضای کلاس جنگجو که به مناصب بالاتر از «اودایجین» منصوب شده بودند، تایرا نو کیوموری و آشیکاگا یوشی‌میتسو به عنوان دایجو دایجین بودند و آشیکاگا یوشی‌نوری و آشیکاگا یوشی‌ماسا به عنوان سادایجین (وزیر چپ). ملازم او آکچی میتسوهیده، که در حادثه معبد هوننو درگذشت. او پس از مرگ به «دایجو-دایجین» در سال ۱۵۸۲ ارتقا یافت.
تویوتومی هیده‌یوشی، که در دوره سنگوکو ژاپن را دوباره متحد کرد، برخلاف میناموتو نو یوریتومو (نخستین شوگون و بنیان‌گذار شوگون‌سالاری کاماکورا)، آشیکاگا تاکائوجی (بنیان‌گذار شوگون‌سالاری آشی‌کاگا) و توکوگاوا ایه‌یاسو (بنیان‌گذار شوگون‌سالاری توکوگاوا) به یک شوگون تبدیل نشد. در حقیقت، تویوتومی هیده‌یوشی نیز قصد داشت یک شوگون شود. با این حال، شوگونی شغلی است که از نظر تاریخی به یکی از اعضای خاندان گنجی اختصاص داده شده است و این نظریه وجود دارد که حتی اگر او می‌خواست این کار را انجام دهد، به هیچ وجه نمی‌توانست خود را به خاندان گنجی نسبت دهد. هایاشی رازان، یک پژوهشگر تاریخی در دوره ادو، در زندگی‌نامهٔ هیده‌یوشی نوشته است: «هیده‌یوشی سعی کرد که فرزندخواندهٔ آخرین شوگون از شوگون‌سالاری آشی‌کاگا، آشیکاگا یوشی‌آکی شود اما یوشی‌آکی درخواست وی را رد کرد.» از سوی دیگر، هیده‌یوشی به مقام کانپاکو (بالاترین مشاور امپراتور) منصوب شد، که در انحصار اشراف درباری و به خصوص خاندان فوجیوارا بود و رسیدن به این مقام حتی دشوارتر از رسیدن به مقام شوگونی بود. هیده‌یوشی به جهت رسیدن به مقام کانپاکو، به فرزندخواندگی کونوئه ساکی‌هیسا از خاندان فوجیوارا درآمد.
تویوتومی هیده‌یوشی جایگزین نوبوناگا در قدرت شد. با وجود پیشینه دهقانی‌اش، او در دوره‌های نوبوناگا رتبه‌ها را طی کرد و از آشیگارو (پیاده‌نظام) به سامورایی، سپس سنگوکو دایمیو تبدیل شد و در نهایت، پس از مرگ نوبوناگا، کانپاکو و سشو و دایجو-دایجین بود.
این اولین بار در تاریخ بود که یک غیر اشراف‌زاده کانپاکو می‌شد. او این عناوین، بالاترین درجه اشراف را با پذیرفته شدن در خاندان کونوئه به عنوان فرزنده خوانده به دست آورد. او سپس مقام و عنوان کانپاکو را به خواهرزاده‌اش، تویوتومی هیده‌تسوگو سپرد. او تا زمان مرگش به عنوان تایکو عنوان کانپاکوی بازنشسته در قدرت باقی ماند. نظریه‌های مختلفی در مورد اینکه چرا او به یک شوگون تبدیل نشد، وجود دارد. در حقیقت، وی نیز قصد داشت یک شوگون شود. با این حال، شوگونی شغلی است که از نظر تاریخی به یکی از اعضای خاندان گنجی اختصاص داده شده‌است و این نظریه وجود دارد که حتی اگر او می‌خواست این کار را انجام دهد، نمی‌توانست خود را به خاندان گنجی نسبت دهد. هیده‌یوشی در سن ۶۳ سالگی بر اثر بیماری در قلعه فوشیمی درگذشت.
قبل از مرگش، هیده‌یوشی دستور داد که ژاپن توسط شورایی متشکل از پنج قدرتمندترین دایمیو سنگوکو، گو-تایرو (شورای پنج نفره بزرگان) و پنج نگهبان هیده‌یوشی، گو-بوگیو (شورای پنج دیوان‌سالار) اداره شود. تا اینکه تنها وارث او، تویوتومی هیده‌یوری پنج ساله، به سن ۱۶ سالگی برسد. امروزه از دست دادن تمامی وارثان بزرگسال هیده‌یوشی دلیل اصلی سقوط خاندان تویوتومی تلقی می‌شود. برادر کوچکتر هیده‌یوشی، تویوتومی هیده‌ناگا، که از به قدرت رسیدن هیده‌یوشی به عنوان یک رهبر و استراتژیست حمایت کرده بود، قبلاً در سال ۱۵۹۱ بر اثر بیماری درگذشته بود، و خواهرزاده او، تویوتومی هیده‌تسوگو، که تنها جانشین بزرگسال هیده‌یوشی بود. در سال ۱۵۹۵ به همراه بسیاری از دست نشاندگان دیگر به دستور هیده‌یوشی به دلیل مشکوک شدن به شورش مجبور به انجام سپپوکو شد.
در این وضعیت ناپایدار سیاسی، مائدا توشی‌ایه، یکی از گو-تایروها، بر اثر بیماری درگذشت و توکوگاوا ایه‌یاسو، یکی از گو-تایروها با ایشیدا میتسوناری، یکی از گو-بوکیوها و دیگران درگیر شد. این درگیری در نهایت به نبرد سکیگاهارا منجر شد، که در آن تو-گان (ارتش شرقی) به رهبری ایه‌یاسو، سی-گان (ارتش غربی) به رهبری میتسوناری را شکست داد و ایه‌یاسو تقریباً کنترل ژاپن را به دست آورد.

### شوگون‌سالاری توکوگاوا (۱۶۰۳–۱۸۶۸)

نشان سه برگ ختمی نشان خاندان توکوگاوا

دوره ادو در سال ۱۶۰۳ آغاز شد، زمانی که توکوگاوا ایه‌یاسو عنوان شوگون را گرفت و شوگون‌سالاری توکوگاوا را در ادو (اکنون توکیو) بنیان‌گذاری کرد. ایه‌یاسو در سال ۱۶۰۵ زمانی که به عنوان شوگون به نفع پسرش توکوگاوا هیده‌تادا بازنشسته شد اما در واقع خود با عنوان اوگوشو (شوگون بازنشسته) قدرت را پشت صحنه سیاست حفظ کرد.
به منظور برقراری حکومت شوگون‌سالاری توکوگاوا، او مناطق تحت کنترل خاندان‌های دایمیوهای مختلف را افزایش یا کاهش داد. دایمیوهای فودای که قبل از نبرد سکیگاهارا در کنار توکوگاوا ایه‌یاسو بودند، به مکان‌های مختلفی بین ادو، پایگاه شوگون‌سالاری توکوگاوا، و اوساکا منصوب شدند، قلعه اوساکا جایی بود که همسر غیراصلی تویوتومی هیده‌یوشی، یودو دونو و پسرش تویوتومی هیده‌یوری در آن مستقر بودند. از سوی دیگر، او دایمیوهای توزاما را که پس از نبرد سکیگاهارا به توکوگاوا ایه‌یاسو تسلیم شده بودند، به مناطق دورافتاده جدا شده از مناطق مهم سیاسی منصوب کرد. سپس ایه‌یاسو، در سال‌های ۱۶۱۴ و ۱۶۱۵، دو بار به قلعه اوساکا حمله کرد و یودو-دونو و تویوتومی هیده‌یوری را مجبور به خودکشی کرد و خاندان تویوتومی را در محاصره اوساکا نابود کرد، و بدین وسیله هرگونه مقاومتی که ممکن بود سد راه حکومت توکوگاوا در ژاپن و تحکیم قدرت شوگون‌سالاری توکوگاوا باشد را از بین برد.
در سال ۱۶۱۵، شوگون‌سالاری توکوگاوا برای کنترل دربار امپراتوری قوانین برای مقام‌های امپراتوری و دربار را تصویب کرد. در اول این قوانین اشاره شد که امپراتور نباید درگیر سیاست باشد و کاری که انجام می‌دهد باید آکادمیک باشد و همچنین مقررات دقیق در مورد اشراف دربار و کانپاکو و سشو ذکر شده است. همچنین تصریح می‌کرد که شوگون‌سالاری می‌تواند در تجدیدنظر نامگذاری دوره‌های ژاپنی، که در اصل حق دربار امپراتوری بود، مداخله کند و در صورت سرپیچی از دستورهای شوگون‌سالاری، اشراف می‌توانند تبعید شوند. در طول دوره ادو، قدرت مؤثر در اختیار شوگون از خاندان توکوگاوا بود، نه امپراتور در کیوتو، حتی اگر اولی ظاهراً موقعیت خود را مدیون دومی بود. شوگون سیاست خارجی، ارتش و حمایت فئودالی را کنترل می‌کرد. نقش امپراتور شبیه به مقام امپراتور ژاپن پس از جنگ دوم جهانی تشریفاتی بود.
در سال ۱۶۱۷، یک ماه قبل از مرگ، ایه‌یاسو به عنوان دایجو دایجین منصوب شد.

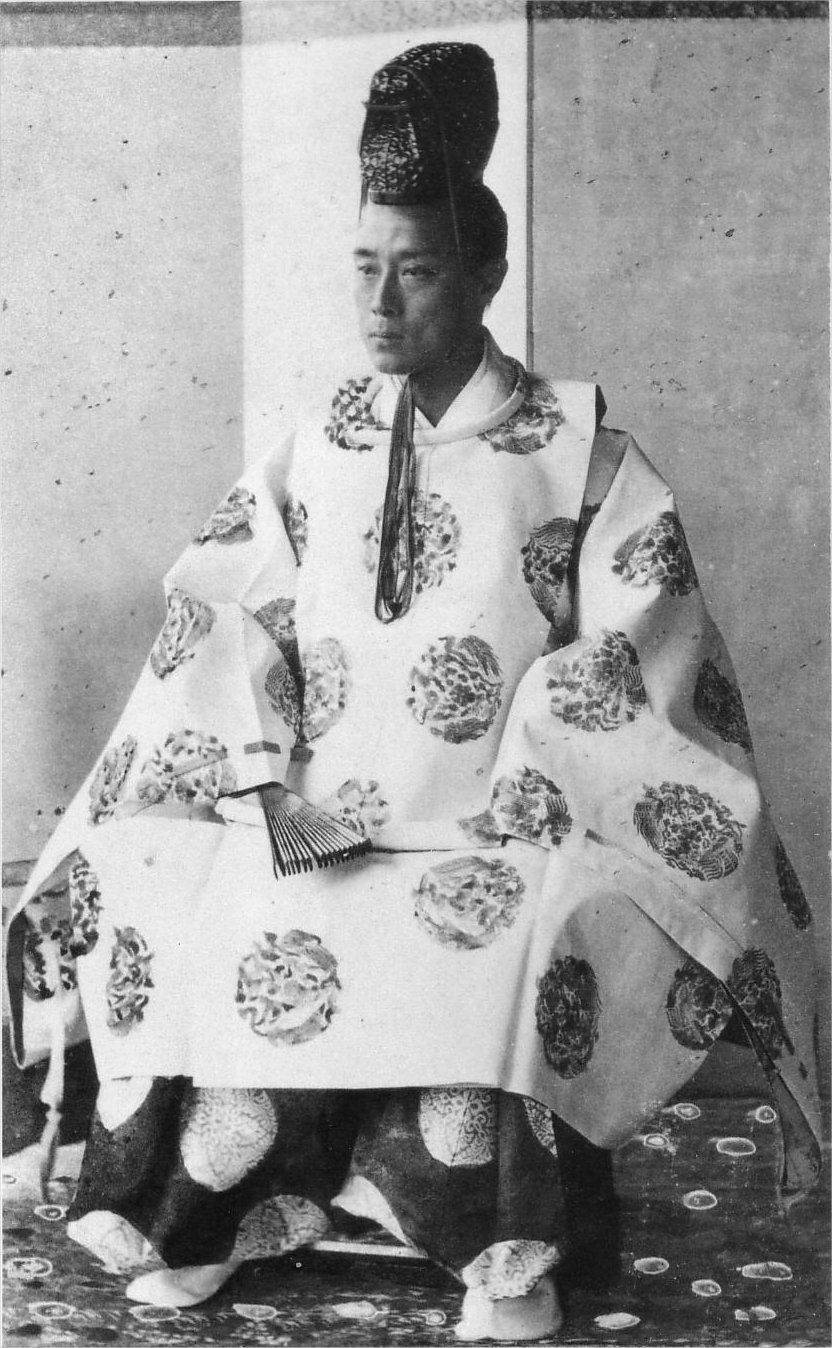
توکوگاوا یوشینوبو، آخرین شوگون

شوگون‌سالاری توکوگاوا تا سال ۱۸۶۷ ادامه داشت، زمانی که توکوگاوا یوشینوبو به عنوان شوگون استعفا داد و قدرت خود را به امپراتور میجی واگذار کرد.

#### تدابیر برای بقای دودمان

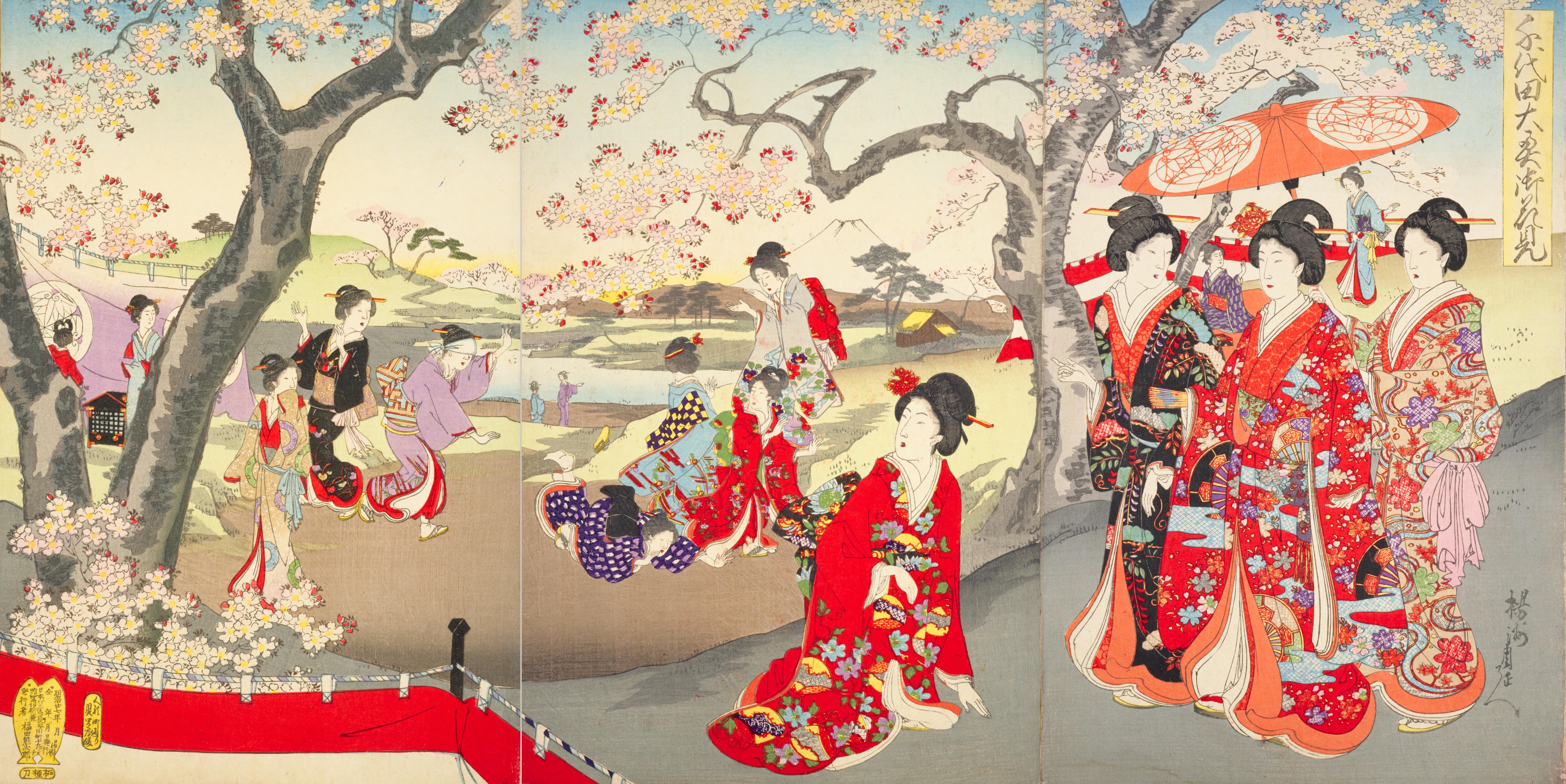
یک نقاشی اوکی‌یوئه، زنان را در او-اوکو (حرمسرای شوگون) در حال لذت بردن از ساکورا

در طول سلطنت سومین شوگون، توکوگاوا ایه‌میتسو، او-اوکو (نوعی حرمسرا) در قلعه ادو به پیشنهاد دایه‌اش کاسوگا نو تسوبونه برای اطمینان از تولد یک وارث مرد از اصل و نسب شوگون گسترش یافت. اواوکو تبدیل به حرمسرای بزرگ شوگون با نزدیک به ۱۰۰۰ زن که به زنان شوگون خدمت می‌کردند، شد. زنان در او-اوکو بسیار سلسله مراتبی بودند، همسر اصلی شوگون میدای‌دوکورو از یک تبار اشرافی بود، در راس قدرت در او-اوکو حکومت می‌کرد. زنانی که برای مدت طولانی به او خدمت کرده بودند، در واقع او-کو را کنترل می‌کردند. زنانی که به عنوان خدمتکار در «اوکو» کار می‌کردند، دختران هاتاموتوها، طبقهٔ بلندپایه سامورایی بودند، و آنها خدمتکارانی از چونین (مردم معمولی شهر) داشتند و دهقانانی که برای آنها کار می‌کردند. حتی با خدمتکاران رده پایین نیز اگر فرزندان شوگون را به دنیا می‌آوردند، به عنوان همسر غیراصلی رفتار می‌شد. یکی از این نمونه‌ها «اوتاما»، دختر یک بقال بود که پنجمین شوگون، توکوگاوا ایه‌تسونا را به دنیا آورد. او-اوکو همچنین برای تضمین حاکمیت شوگون‌های توکوگاوا بر کشور با ترتیب دادن ازدواج سیاسی بین فرزندان شوگون و فرزندان دایمیوها در مناطق مختلف مورد استفاده قرار گرفت. حرمسرای او-اوکو تا سال ۱۸۶۸، زمانی که شوگون‌سالاری توکوگاوا منحل شد، وجود داشت.
بنیان‌گذار شوگون‌سالاری توکوگاوا یعنی توکوگاوا ایه‌یاسو پس از انقراض شوگون‌های میناموتو به‌خوبی از بالا بودن خطر انقراض به علت مرگ، هنگامی که قدرت تنها به فرزندان شوگون قبلی منتقل شود، آگاه بود. وی در هنگامی که پسرش توکوگاوا هیده‌تادا دومین شوگون بود، قوانینی ایجاد کرد که در هنگامی که هیچ پسری در شاخهٔ اصلی خانوادهٔ شوگون در حال قدرت وجود نداشته باشد، قدرت به پسران نسل سه پسر دیگرش انتقال یابد. بر پایه همین تدبیر توکوگاوا گوسانکه (سه خاندان توکوگاوا) که شامل خاندان‌های اُواری، کیشو توکوگاوا و میتو توکوگاوا بود، توسط فرزندان توکوگاوا ایه‌یاسو تأسیس شد. این دومین خاندان معتبر پس از شاخهٔ اصلی شوگون بود و اگر خاندان اصلی شوگون موفق به به وجود آوردن وارث نمی‌شدند، یکی از اعضای مذکر یکی از این سه خاندان به عنوان شوگون منصوب می‌شد. برای مثال، شوگون هشتم، توکوگاوا یوشیمونه و شوگون چهاردهم، توکوگاوا ایه‌موچی، در اصل سران خاندان کیشو توکوگاوا بودند.
به منظور زنده نگه داشتن تبار شوگون‌ها، شوگون هشتم، توکوگاوا یوشیمونه، از فرزندان خود خواست خاندان‌های تایاسو، هیتوتسوباشی و شیمیزو را تأسیس کنند که به آنها گوسانکیو (سه خاندان برجسته) می‌گفتند و به عنوان دومین شاخه دودمانی معتبر پس از توکوگاوا گوسانکه در نظر گرفته می‌شدند. از این میان، یازدهمین شوگون، توکوگاوا ایه‌ناری از خاندان هیتوتسوباشی توکوگاوا به شوگونی انتخاب شد. پسر او توکوگاوا ایه‌یوشی دوازدهمین شوگون شد و پسر ایه‌یوشی توکوگاوا ایه‌سادا سیزدهمین شوگون شد. توکوگاوا یوشینوبو که از خاندان میتو توکوگاوا بود پس از پذیرفته شدن به فرزندخواندگی توسط خاندان هیتوتسوباشی توکوگاوا، پانزدهمین شوگون شد.

#### برافتادن شوگون‌سالاری توکوگاوا

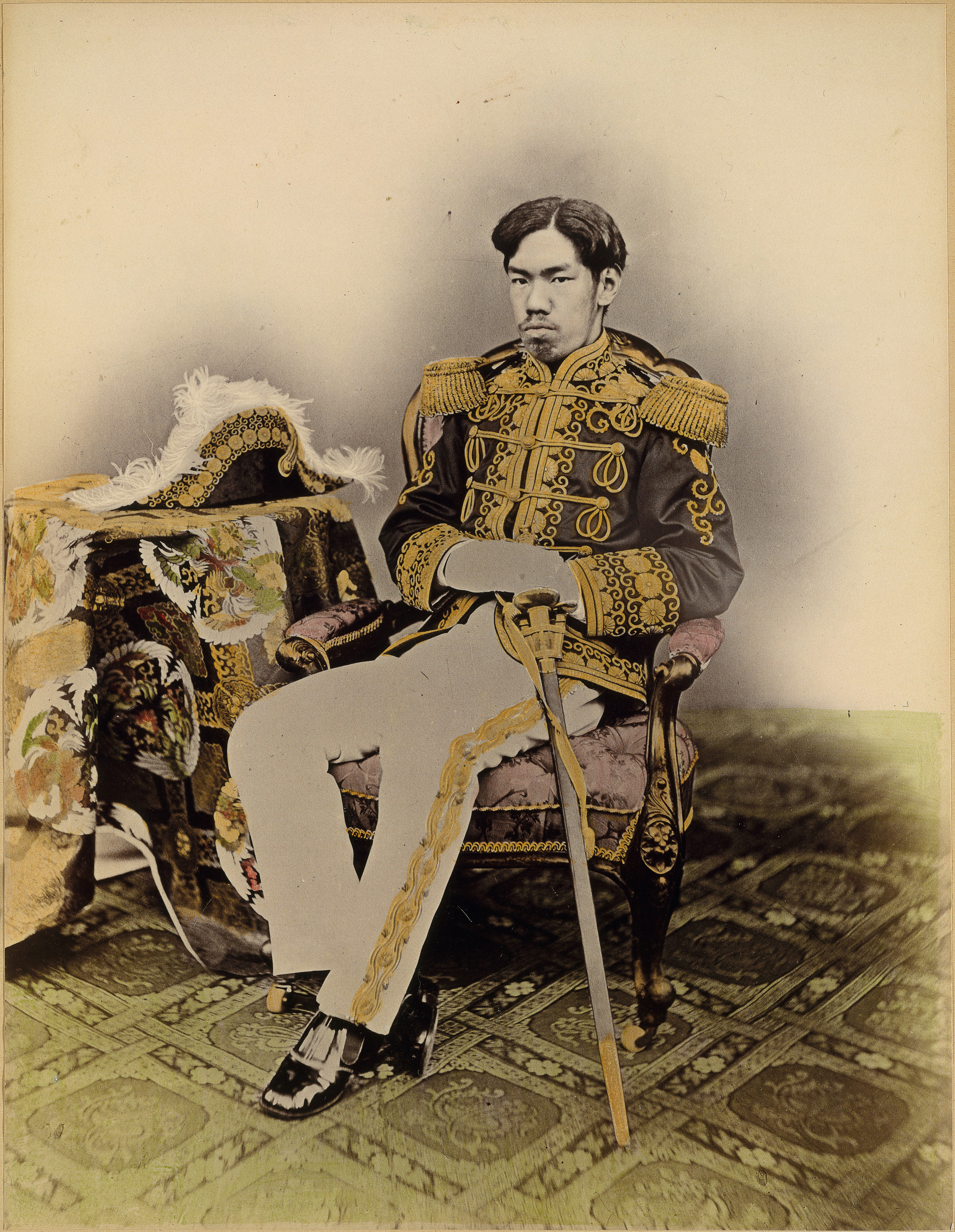
امپراتور مِی‌جی پس از تثبیت قدرت در ۱۸۷۳

دانشمند مکتب کوکوگاکو، موتوئوری نوریناگا نظریه وفاداری مطلق به امپراتور ژاپن (سوننو رون، نظریه حرمت‌گزاری به امپراتور) را گسترش داد، بدان معنا که باید وفاداری کمتری نسبت به شوگون‌سالاری توکوگاوا قائل شد. پس از آن در سال ۱۸۲۵، دانشمند مکتب میتو، آیزاوا سیشیسای اصطلاح «سون‌نو جوئی» به «معنی حرمت‌گزاری به امپراتور، اخراج اجنبی» را در اثر خود وارد و معرفی کرد. طرفداران جنبش سوننو جوئی، که سعی در سرنگونی شوگون‌سالاری و بازگرداندن قدرت سیاسی به امپراتور داشتند، به شدت مخالف کوبوگاتای (اتحاد شوگون و امپراتور) بودند.
بر اساس احساسات ضد خارجی و جنبش و اندیشهٔ سون‌نو جوای حرمت‌گزاری به امپراتور، امپراتور کُومِی شخصاً موافقت خود را با احساسات ضد غرب‌گرایی در کشور اعلام کرد. با توجه به شرایط، بعد از قرن‌ها فرصت برای ایفای نقش فعال توسط امپراتور در مسائل مربوط به دولت به وجود آمد و امپراتور در مقابله با قراردادهای بسته شده با خارجیان به مداخله در حکومت شوگون‌ها وارد شد. او در تاریخ ۱۱ مارس ۱۸۶۳ فرمان اخراج اجنبی‌ها را صادر کرد.
شوگون‌سالاری توکوگاوا برای حفظ کوبوگاتای (وحدت امپراتوری و شوگون‌سالاری، مرام سیاسی امپراتور کُومِی) خواستار ازدواج خواهر امپراتور کُومِی با شوگون وقت، توکوگاوا ایه‌موچی شدند. امپراتور کُومِی به شرط اجرای اخراج بیگانگان توسط توکوگاوا ایه‌موچی با این ازدواج موافقت کرد.
درگیری‌هایی که متعاقب اجرای این فرمان با امپراتوری بریتانیا رخ داد، منجر به تضعیف بیشتر حکومت شوگون‌ها شد. این حکومت بیش از حد ناتوان و سازش‌پذیر در روابط با قدرت‌های غربی به نظر می‌رسید. در نهایت یکسال پس از درگذشت امپراتور کُومِی، استان‌های شورشی با یکدیگر متحد شده و در جنگ بوشین در سال ۱۸۶۹، شوگون پانزدهم توکوگاوا یوشینوبو فرزندخوانده ایه‌موچی را سرنگون کردند و موجب به وجود آمدن اصلاحات میجی شدند.
در طول دهه‌های ۱۸۵۰ و ۱۸۶۰، شوگون‌سالاری هم در خارج و هم توسط قدرت‌های خارجی به شدت تحت فشار قرار گرفت. پس از آن بود که گروه‌های مختلف خشمگین از شوگون‌سالاری به دلیل امتیازاتی که به کشورهای مختلف اروپایی داده شد، در نقش امپراتور متحدی را یافتند که از طریق آن می‌توانستند شوگون‌سالاری توکوگاوا را از قدرت کنار بگذارند. شعار این جنبش سوننو جوئی (به امپراتور احترام بگذار، بربرها را بیرون کن) بود و سرانجام در سال ۱۸۶۸، زمانی که قدرت امپراتوری پس از قرن‌ها قرار گرفتن در سایه زندگی سیاسی کشور احیا شد، موفق شدند.

## رابطه با امپراتور

نشان امپراتوری ژاپن

از آنجایی که میناموتو نو یوریتومو شوگون را به جایگاهی دائمی و موروثی تبدیل کرد، تا اصلاحات میجی دو طبقه حاکم در ژاپن وجود داشت:
- امپراتور ژاپن یا تننو،[۷۳] که به عنوان «رهبر مذهبی» دین رسمی کشور، شینتو عمل می‌کرد.
- شوگون، رئیس ارتش که از اقتدار مدنی، نظامی، دیپلماتیک و قضایی نیز برخوردار بود.[۷۴] اگرچه در تئوری شوگون خدمتگزار امپراتور بود، اما تبدیل به قدرت واقعی پشت تاج و تخت شد.[۷۵]

هیچ شوگونی سعی نکرد تاج و تخت را غصب کند، حتی زمانی که قدرت نظامی قلمرو را در اختیار داشت. دو دلیل در درجه اول وجود داشت:
از نظر تئوری شوگون قدرت امپراتور را دریافت کرده بود، بنابراین این نماد قدرت او بود همچنین یک سنت احساسات‌گرایی وجود داشت که توسط روحانیان و مذهبی‌ها ایجاد شد که خط امپراتوری را از «عصر خدایان» به «خط ابدی ناگسستن زمان» پیوند می‌زد. طبق اساطیر ژاپنی، امپراتور از نوادگان مستقیم آماتراسو، الهه خورشید بود. شوگون‌ها که نمی‌توانستند تاج و تخت را غصب کنند، در طول تاریخ به دنبال دور نگه داشتن امپراتور از فعالیت‌های سیاسی کشور بودند و آنها را از حوزه قدرت خارج می‌کردند. یکی از معدود قدرت‌هایی که خانه امپراتوری می‌توانست حفظ کند، توانایی «کنترل زمان» از طریق نامگذاری ژاپنی فهرست عصرهای ژاپن و صدور تقویم بود.
امپراتوران دو بار تلاش کردند تا قدرتی را که قبل از استقرار شوگون سالاری از آن برخوردار بودند بازیابند:

### شورش جوکیو

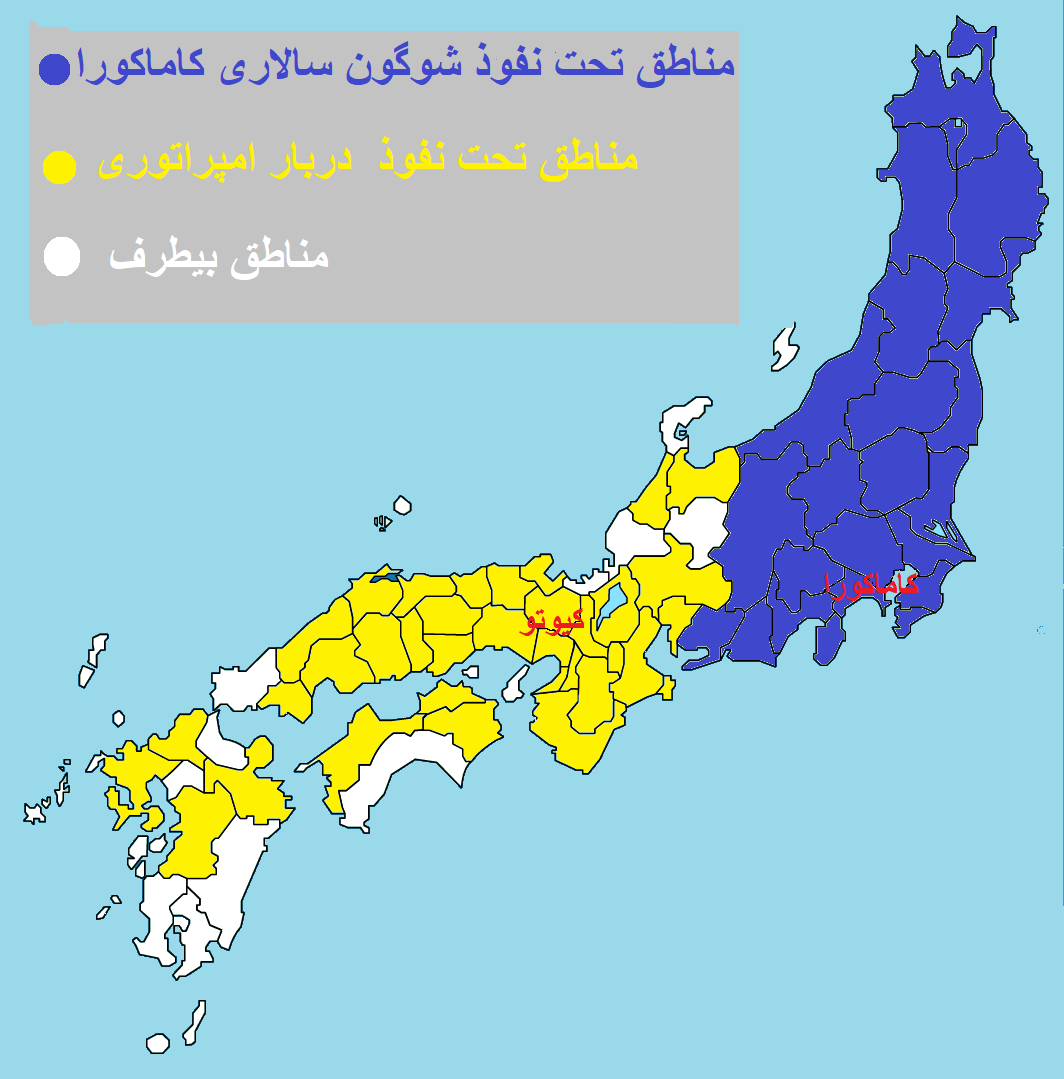
نفوذ شوگون‌سالاری کاماکورا در شرق ژاپن و دربار ژاپن در غرب کشور

پس از مرگ نخستین شوگون از شوگون‌سالاری کاماکورا، میناموتو نو یوریتومو در سال ۱۱۹۹، شوگون دوم میناموتو نو یوری‌ایه (مرگ ۱۲۰۴) و شوگون سوم میناموتو نو سانه‌تومو (مرگ ۱۲۱۹) که دو پسر وی بودند، یکی پس از دیگری به قتل رسیدند و وارثی از میناموتو نو یوریتومو که از خاندان سیوا گنجی شعبه‌ای از خاندان امپراتوری منشأ گرفته بود، برای شوگون شدن باقی نماند. خاندان هوجو که خاندان همسر بنیان‌گذار شوگون‌سالاری کاماکورا، هوجو ماساکو بودند به عنوان شیکّن (معاون شوگون) به نمایندگی از شوگون فرمانروایی را در کشور دست گرفتند. این وقایع موجب خشم خاندان امپراتوری شد که بر اساس قانون، فرمانروای ژاپن را حق خود می‌دانست. در سال ۱۲۲۱، امپراتور گو-توبا که قصد سرنگونی شوگون‌سالاری کاماکورا را داشت، امر براندازی هوجو یوشیتوکی دومین شیکّن که به نمایندگی از شوگون، قدرت را در دست گرفته بود را صادر کرد. برخی از مقام‌ها از جمله ایگا میتسوسوئه که از مقام‌های ارشد مربوط به شوگون‌سالاری کاماکورا بود و در کیوتو اقامت داشت، به دعوت وی پاسخ منفی دادند. منزل میتسوسوئه مورد حمله سپاه امپراتور قرار گرفت و میتسوسوئه به همراه پسرش مجبور به خودکشی شدند. حمله به منزل وی و مرگ وی یکی از عوامل شروع شورش جوکیو در نظر گرفته می‌شود. سه روز بعد، تمام شرق ژاپن به‌طور رسمی وارد شورش شد. نیروهای امپراتوری نیز بسیج شدند و به شورشی (۱۲۱۹–۱۲۲۱) منتهی شد که در سومین نبرد اوجی (۱۲۲۱) به اوج خود رسید. نیروهای شوگون در راه رسیدن به پایتخت با مقاومت چندانی مواجه نشدند و پایتخت توسط نیروهای شوگون تصرف شد. پس از شکست امپراتور گو-توبا به جزایر اوکی تبعید شد و از آنجا هرگز بازگشت نکرد. پسران وی نیز تبعید شدند. با شکست گو-توبا، حکومت دولت سامورایی بر کشور تأیید شد.

### تجدید حیات کنمو

مراکز امپراتوری در دوره نانبوکو-چو در مجاورت نسبتاً نزدیک، اما از نظر جغرافیایی متمایز بودند. آنها به‌طور معمول به عنوان: پایتخت شمالی: کیوتو پایتخت جنوبی: یوشینو شناسایی می‌شدند.

تجدید حیات کنمو به دوران سه ساله (۱۳۳۶–۱۳۳۳) بین دوره‌های کاماکورا و موروماچی و اتفاق‌های سیاسی آن زمان گفته می‌شود. در اواخر شوگون‌سالاری کاماکورا امپراتور گودایگو به دلیل مبارزاتش برای سرنگونی شوگون‌سالاری کاماکورا به جزایر اوکی تبعید شد. در فوریه ۱۳۳۳، امپراتور گودایگو مخفیانه از جزایر اوکی گریخت و فرمانی برای احضار سامورایی‌ها در سراسر ژاپن را صادر کرد. در نتیجه سامورایی‌هایی که از شوگون‌سالاری کاماکورا ناراضی بودند و کسانی که منتظر تغییر اوضاع بودند در اطراف امپراتور گودایگو جمع شدند. در همین زمان آشیکاگا تاکائوجی که به برای تعقیب و دستگیری امپراتور گودایگو فرستاده شده بود، به شوگون‌سالاری کاماکورا خیانت کرده و جهت حمایت از امپراتور به کیوتو لشکر کشید. سپس نبردی سخت در کیوتو آغاز شد و ارتش شوگون‌سالاری کاماکورا شکست خورد. پس از آن ارتش اصلی نیتا یوشی‌سادا از یاران امپراتور از ساحل ایناموراگاساکی عبور کرد و وارد کاماکورا مرکز شوگون‌سالاری شد. بسیاری از اعضای ارتش شوگون در نبرد کشته یا خودکشی کردند و شوگون‌سالاری کاماکورا که حدود ۱۵۰ سال رونق داشت، سرانجام با سقوط خود مواجه شد؛ بنابراین، کشور ژاپن تحت اختیار امپراتور گودایگو درآمد.
در دوران تجدید حیات کنمو، امپراتور گودایگو تلاش کرد با به کار گماردن نزدیکان دودمان امپراتوری، حکومت سلطنتی حقیقی و غیرنظامی بر پا کند. گودایگو با بازگشت به تاج و تخت، پس از خودداری از انتصاب آشیکاگا تاکائوجی به سمت شوگون، این عنوان را به پسرش شاهزاده موری‌یوشی داد. امپراتور گودایگو پس از آن مرتکب اشتباه مضاعف شد و عنوان شوگون را به پسر دیگرش شاهزاده ناریناگا که غیرنظامی بود داد و در نتیجه آشیکاگا تاکائوجی و طبقه جنگجو را از خود ناراضی کرد زیرا آنها عقیده داشتند که شوگون باید یک مرد نظامی و از نوادگان خاندان میناموتو باشد. در نهایت اصلاحات شکست خورد و منجر به ایجاد شوگون‌سالاری آشیکاگا جدید شد. شاهزاده موری‌یوشی بعداً تحت حبس خانگی قرار گرفت و در سال ۱۳۳۵ توسط برادر شوگون آشیکاگا تاکائوجی، آشیکاگا تادایوشی کشته شد.
پس از شکست اصلاحات، آشیکاگا تاکائوجی، امپراتور جدیدی را در کیوتو بر تخت نشاند و امپراتور گودایگو به یوشینو در نارا گریخت. به همین سبب دو دربار یکی در کیوتو در شمال و دیگری در نارا در جنوب کشور پدید آمد.
بین سال‌های ۱۳۳۶ تا ۱۳۹۲ دوره نان‌بوکو-چو یا دوره دربار شمالی و جنوبی نامیده می‌شود. در این دوران، دربار امپراتوری شمالی به دست شوگون آشیکاگا تاکائوجی در کیوتو، و دربار امپراتوری جنوبی از سوی امپراتور گودایگو در یوشینو بنیان گذاشته شدند. هر دو دربار شمالی و جنوبی حاکمیت را تنها حق خود می‌دانستند. جنگ بین این دو دربار در حدود ۶۰ سال ادامه داشت تا اینکه سرانجام دربار جنوبی در سال ۱۳۹۲ تسلیم شمال شد. در این دوره گاهی دو امپراتور در دربار شمالی و جنوبی به‌طور هم‌زمان حکومت می‌کردند که در اکثر کتاب‌های تاریخ ژاپن فقط امپراتوران شمال را به‌شمار آورده‌اند. در پایان این دوره در سال ۱۳۹۲ ناآرامی‌ها و جنگ‌های داخلی به پایان رسید و حکومت‌های محلی به حکومت مرکزی مقتدری مبدل شدند.

## میراث
امروزه، رئیس دولت ژاپن نخست‌وزیر ژاپن است با این حال استفاده از اصطلاح شوگون در زبان عامیانه ادامه یافته است. نخست‌وزیر بازنشسته ای که هنوز از قدرت و نفوذ قابل توجهی در پشت صحنه برخوردار است، «شوگون سایه» (یامی شوگون) گفته می‌شود و نوعی تجسم مدرن شوگون بازنشسته است. نمونه‌هایی از «شوگون‌های سایه»، نخست‌وزیر سابق تاناکا کاکوئی و سیاستمدار ایچیرو اوزاوا هستند.

## فهرست شوگون‌ها
تعداد شوگون‌ها در این جدول ۴۹ نفر است.
|       | شوگون‌های اولیه سده هشتم تا دوازدهم |              |                      |            |
| شماره | به زبان فارسی                      | به ژاپنی     | سال‌های زندگی         | سابقه خدمت |
| ۱     | اوتومو نو اوتومارو                 | 大伴 弟麻呂  | ۷۵۸–۸۱۱              | ۷۹۷–۸۱۱    |
| ۲     | ساکانواوئه نو تامورامارو           | 坂上田村麻呂 | ۷۶۵–۸۲۳              | ۸۱۳–۸۱۶    |
| ۳     | فونیا نو واتامارو                  | 文室綿麻呂   | ۸۱۱–۸۱۶              | ۷۵۶–۸۲۳    |
| ۴     | فوجیوارا نو تادابومی               | 藤原忠文     | ۹۴۰                  | ۸۷۳–۹۴۷    |
| ۵     | میناموتو نو یوشیناکا               | 源義仲       | ۱۱۵۴                 | ۱۱۵۴–۱۱۸۴  |
|       | شوگون‌سالاری کاماکورا               |              |                      |            |
| ۱     | میناموتو نو یوریتومو               | 源頼朝       | ۱۱۴۷–۱۱۹۹            | ۱۱۹۲–۱۱۹۹  |
| ۲     | میناموتو نو یوری‌ایه                | 源頼家       | ۱۱۸۲–۱۲۰۴            | ۱۲۰۲–۱۲۰۳  |
| ۳     | میناموتو نو سانه‌تومو               | 源実朝       | ۱۱۹۲–۱۲۱۹            | ۱۲۰۳–۱۲۱۹  |
| ۴     | کوجو یوریتسونه                     | 藤原頼経     | ۱۲۱۸–۱۲۵۶            | ۱۲۲۶–۱۲۴۴  |
| ۵     | کوجو یوریتسوگو                     | 藤原頼嗣     | ۱۲۳۹–۱۲۵۶            | ۱۲۴۴–۱۲۵۲  |
| ۶     | شاهزاده مونه‌تاکا                   | 宗尊親王     | ۱۲۴۲–۱۲۷۴            | ۱۲۵۲–۱۲۶۶  |
| ۷     | شاهزاده کوره‌یاسو                   | 惟康親王     | ۱۲۶۴–۱۳۲۶            | ۱۲۶۶–۱۲۸۹  |
| ۸     | شاهزاده هیساآکی                    | 久明親王     | ۱۲۷۶–۱۳۲۸            | ۱۲۸۹–۱۳۰۸  |
| ۹     | شاهزاده موریکونی                   | 守邦親王     | ۱۳۰۱–۱۳۳۳            | ۱۳۰۸–۱۳۳۳  |
|       | تجدید حیات کنمو و دربار جنوبی      |              |                      |            |
| ۱     | شاهزاده موری‌یوشی                   | 護良親王     | ۱۳۰۸–۱۳۳۵            | ۱۳۳۳       |
| ۲     | شاهزاده ناریناگا                   | 成良親王     | ۱۳۲۶–۱۳۴۴            | ۱۳۳۵–۱۳۳۶  |
| ۳     | شاهزاده اوکی‌یوشی                   | 興良親王     | تولد ۱۳۲۶ مرگ نامشخص | حدود ۱۳۳۹  |
| ۴     | شاهزاده مونه‌ناگا                   | 宗良親王     | ۱۳۱۱–۱۳۸۵            | ۱۳۵۲       |
| ۵     | شاهزاده یوکی‌یوشی                   | 尹良親王     | ۱۴۶۴-۱۳۲۴            | ۱۳۸۶       |
|       | شوگون‌سالاری آشیکاگا                |              |                      |            |
| ۱     | آشیکاگا تاکائوجی                   | 足利尊氏     | ۱۳۰۵–۱۳۵۸            | ۱۳۳۸–۱۳۵۸  |
| ۲     | آشیکاگا یوشی‌آکیرا                  | 足利義詮     | ۱۳۳۰–۱۳۶۷            | ۱۳۵۸–۱۳۶۷  |
| ۳     | آشیکاگا یوشی‌میتسو                  | 足利義満     | ۱۳۵۸–۱۴۰۸            | ۱۳۶۸–۱۳۹۴  |
| ۴     | آشیکاگا یوشی‌موچی                   | 足利義持     | ۱۳۸۶–۱۴۲۸            | ۱۳۹۴–۱۴۲۳  |
| ۵     | آشیکاگا یوشی‌کازو                   | 足利義量     | ۱۴۰۷–۱۴۲۵            | ۱۴۲۳–۱۴۲۵  |
| ۶     | آشیکاگا یوشی‌نوری                   | 足利義教     | ۱۳۹۴–۱۴۴۱            | ۱۴۲۹–۱۴۴۱  |
| ۷     | آشیکاگا یوشی‌کاتسو                  | 足利義勝     | ۱۴۳۴–۱۴۴۳            | ۱۴۴۲–۱۴۴۳  |
| ۸     | آشیکاگا یوشی‌ماسا                   | 足利義政     | ۱۴۳۶–۱۴۹۰            | ۱۴۴۹–۱۴۷۳  |
| ۹     | آشیکاگا یوشی‌هیسا                   | 足利義尚     | ۱۴۶۵–۱۴۸۹            | ۱۴۷۳–۱۴۸۹  |
| ۱۰    | آشیکاگا یوشی‌تانه                   | 足利義材     | ۱۴۶۶–۱۵۲۳            | ۱۴۹۰–۱۴۹۳  |
| ۱۱    | آشیکاگا یوشی‌زومی                   | 足利義澄     | ۱۴۸۰–۱۵۱۱            | ۱۴۹۴–۱۵۰۸  |
| ۱۰    | آشیکاگا یوشی‌تانه                   | 足利義稙     | ۱۵۰۸-۱۵۲۱            | ۱۴۶۶–۱۵۲۳  |
| ۱۲    | آشیکاگا یوشی‌هارو                   | 足利義晴     | ۱۵۱۱–۱۵۵۰            | ۱۵۲۱–۱۵۴۶  |
| ۱۳    | آشیکاگا یوشی‌ترو                    | 足利義輝     | ۱۵۳۶–۱۵۶۵            | ۱۵۴۶–۱۵۶۵  |
| ۱۴    | آشیکاگا یوشی‌هیده                   | 足利義栄     | ۱۵۳۸—۱۵۶۸            | ۱۵۶۸       |
| ۱۵    | آشیکاگا یوشی‌آکی                    | 足利義昭     | ۱۵۳۷] ～۱۵۹۷         | ۱۵۶۸–۱۵۷۳  |
|       | شوگون‌سالاری توکوگاوا               |              |                      |            |
| ۱     | توکوگاوا ایه‌یاسو                   | 徳川家康     | ۱۵۴۳–۱۶۱۶            | ۱۶۰۳–۱۶۰۵  |
| ۲     | توکوگاوا هیده‌تادا                  | 徳川秀忠     | ۱۵۷۹–۱۶۳۲            | ۱۶۰۵–۱۶۲۳  |
| ۳     | توکوگاوا ایه‌میتسو                  | 徳川家光     | ۱۶۰۴–۱۶۵۱            | ۱۶۲۳–۱۶۵۱  |
| ۴     | توکوگاوا ایه‌تسونا                  | 徳川家綱     | ۱۶۴۱–۱۶۸۰            | ۱۶۵۱–۱۶۸۰  |
| ۵     | توکوگاوا تسونایوشی                 | 徳川綱吉     | ۱۶۴۶–۱۷۰۹            | ۱۶۸۰–۱۷۰۹  |
| ۶     | توکوگاوا ایه‌نوبو                   | 徳川家宣     | ۱۶۶۲–۱۷۱۲            | ۱۷۰۹–۱۷۱۲  |
| ۷     | توکوگاوا ایه‌تسوگو                  | 徳川家継     | ۱۷۰۹–۱۷۱۶            | ۱۷۱۳ –۱۷۱۶ |
| ۸     | توکوگاوا یوشیمونه                  | 徳川吉宗     | ۱۶۸۴–۱۷۵۱            | ۱۷۱۶–۱۷۴۵  |
| ۹     | توکوگاوا ایه‌شیگه                   | 徳川家重     | ۱۷۱۲–۱۷۶۱            | ۱۷۴۵–۱۷۶۰  |
| ۱۰    | توکوگاوا ایه‌هارو                   | 徳川家治     | ۱۷۳۷–۱۷۸۶            | ۱۷۶۰–۱۷۸۶  |
| ۱۱    | توکوگاوا ایه‌ناری                   | 徳川家斉     | ۱۷۷۳–۱۸۴۱            | ۱۷۸۷–۱۸۳۷  |
| ۱۲    | توکوگاوا ایه‌یوشی                   | 徳川家慶     | ۱۷۹۳–۱۸۵۳            | ۱۸۳۷–۱۸۵۳  |
| ۱۳    | توکوگاوا ایه‌سادا                   | 徳川家定     | ۱۸۲۴–۱۸۵۸            | ۱۸۵۳–۱۸۵۸  |
| ۱۴    | توکوگاوا ایه‌موچی                   | 徳川家茂     | ۱۸۴۶–۱۸۶۶            | ۱۸۵۸–۱۸۶۶  |
| ۱۵    | توکوگاوا یوشینوبو                  | 徳川慶喜     | ۱۸۳۷—۱۹۱۳            | ۱۸۶۶–۱۸۶۷  |